# Alpine (automobile)
Pour les articles homonymes, voir Alpine.
Ne pas confondre avec le constructeur Alpina collaborant avec BMW.
Alpine (Société des automobiles Alpine SAS) est un constructeur automobile français, propriété du groupe Renault.
La société est créée à Dieppe, en Normandie, en 1955 par Jean Rédélé, à l'époque concessionnaire Renault. Il fit une percée remarquable dans le secteur des automobiles sportives.
Dix-sept ans après la fin de la production du dernier modèle Alpine, l'A610, Carlos Ghosn, PDG de Renault, annonce le 5 novembre 2012 la renaissance d'Alpine.
Le 15 décembre 2017, la production d'Alpine reprend officiellement avec l'inauguration de la ligne de production de l'Alpine A110 par Carlos Ghosn et Bruno Le Maire, ministre de l'Économie, marquant le démarrage de la production. En 2021, la marque Alpine est présente en Formule 1 en tant que nouvelle dénomination de l'écurie Renault.

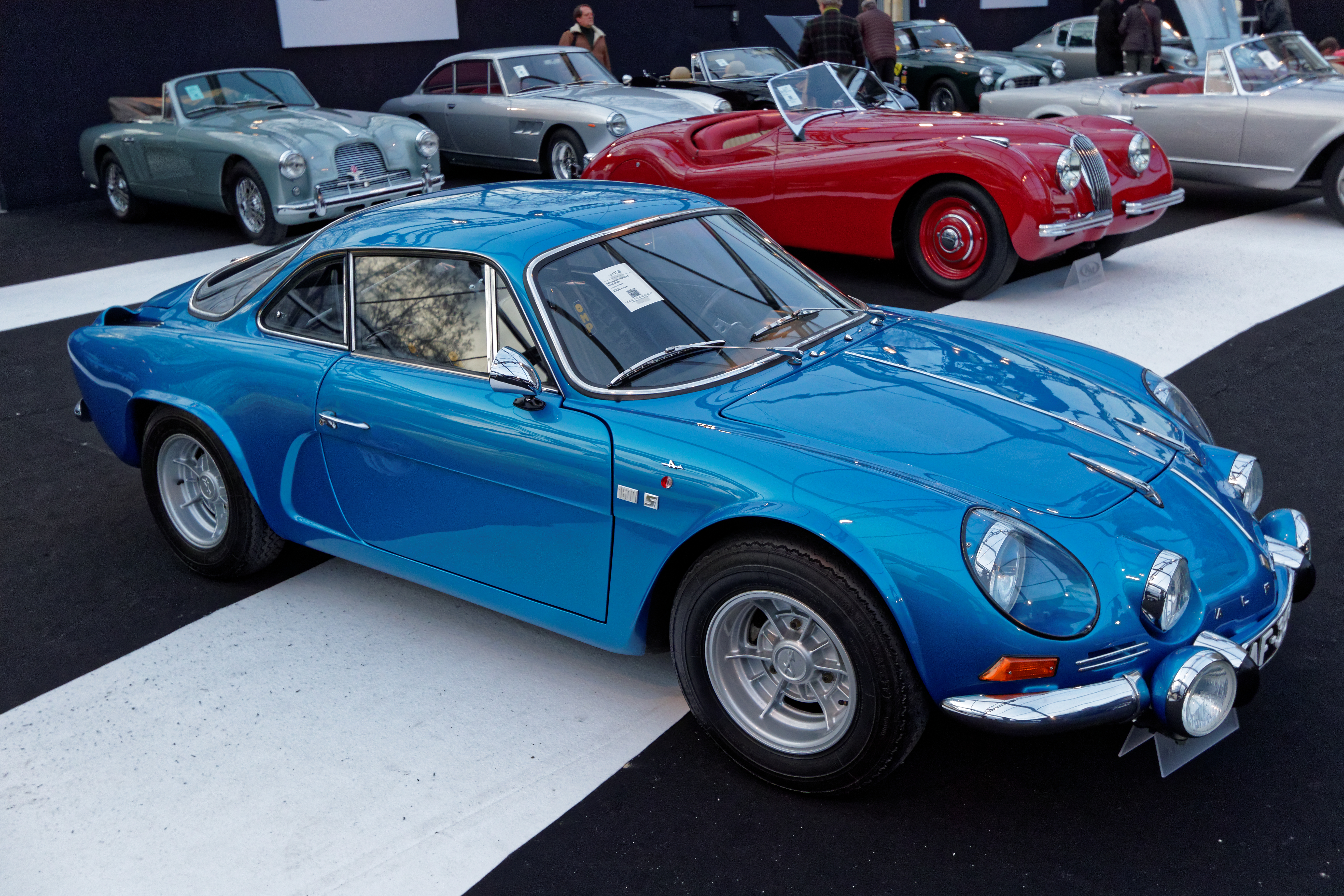
Alpine A110 (1962).
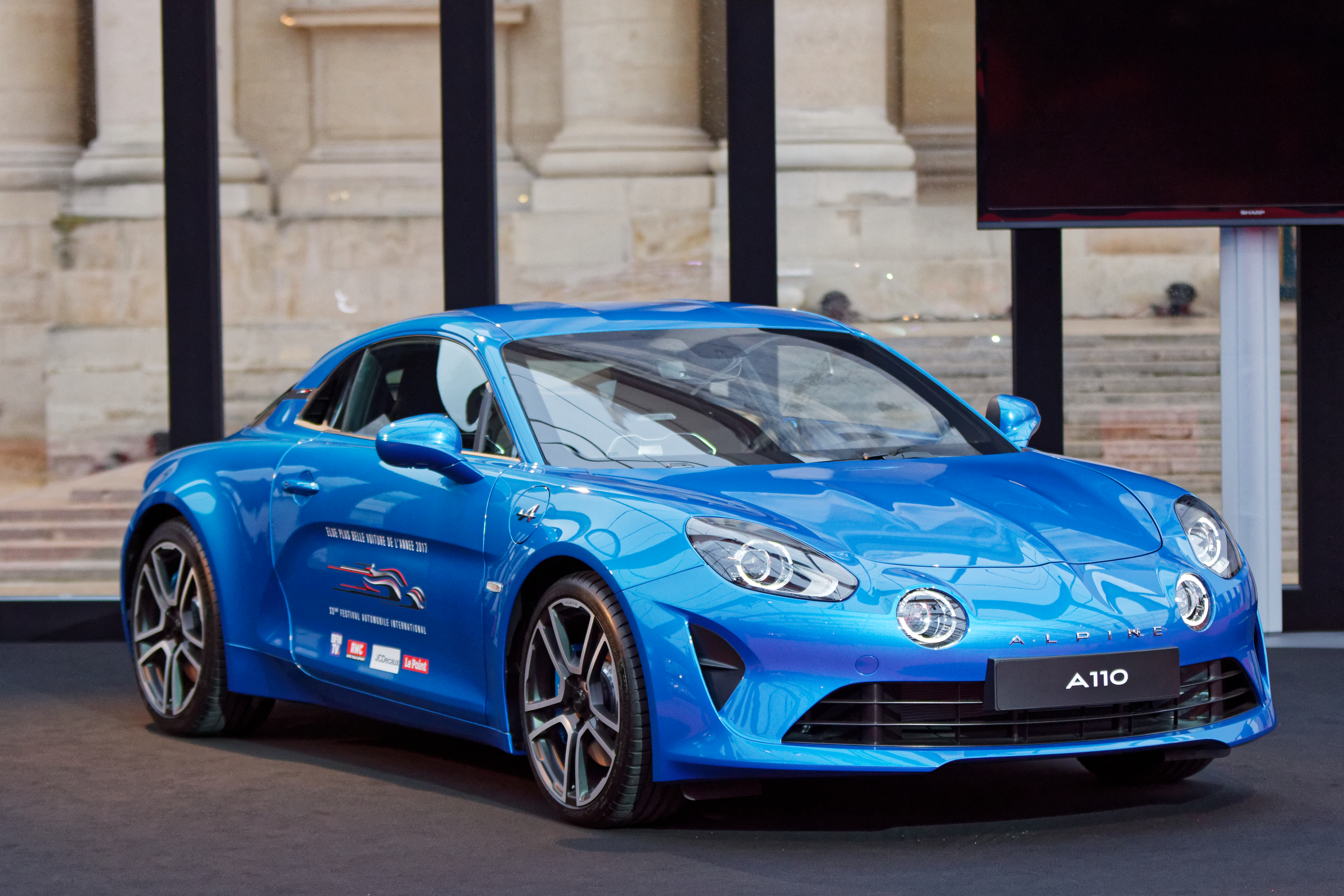
Alpine A110 (2017).

## Historique

### Le fondateur Jean Rédélé
Jean Rédélé, diplômé de HEC et plus jeune concessionnaire Renault de France, à Dieppe, commence dans un premier temps à disputer le rallye Dieppe-Rouen avec une Renault 4CV, déclarant qu'elle a un potentiel sportif non négligeable. Cette première course se solde par une première victoire qui l'encouragea à continuer.
En 1952, il participe aux Mille Milles, toujours sur 4CV, remportant sa catégorie associé à Louis Pons. Après un fastidieux Rallye Monte-Carlo et une première victoire ratée, il s'engage à disputer une compétition dans les Alpes. En 1954, il remporte, entre autres, une coupe au Critérium des Alpes et le Liège-Rome-Liège. C'est ainsi qu'il réalise, sur les pistes sinueuses et entrelacées des Alpes, ses meilleures courses. En référence à ces épreuves, ses automobiles allaient être appelées « Alpine ».
Jean Rédélé meurt le 10 août 2007, à 85 ans.

### Débuts de la société
Après plusieurs victoires, Jean Rédélé crée la société anonyme des automobiles Alpine en 1955 en référence à ses succès sur les routes alpines. L’A106 est née. Le numéro est une référence à la mécanique des 4CV de la série 1060. En 1962, l'Alpine A110 est présentée au salon de Paris. Désormais, son choix technique est celui de la légèreté validé par la victoire du prototype M64 aux 24 Heures du Mans 1964 avec un petit moteur de 1 150 cm3.
En 1965, Alpine s'associe à Renault et dès 1966 les voitures sont distribuées par le réseau de la régie. Cependant, les exigences accrues des clients et les contraintes sécuritaires pèsent de plus en plus sur l'entreprise qui reste artisanale. Pour faire face à une demande grandissante, un site complémentaire de production est créé à Thiron-Gardais en 1968, sous l'impulsion du directeur commercial de Renault, également maire de la petite commune eurélienne. En 1971, la marque remporte le premier titre de champion international des marques en rallye. En 1973, elle est sacrée premier champion du monde des rallyes avec 155 points devant Fiat (89 points) et Ford (76 points).

### Renault en actionnaire majoritaire
En 1972, une grève paralyse l'entreprise et en 1973 Renault prend une participation majoritaire dans Alpine.
Jean Rédélé, qui ne se sent alors plus maître à bord, quitte l'entreprise en 1978, obtenant la promesse de Renault de conserver les emplois sur le site de l'entreprise pendant quinze ans.
Avec l'arrêt de l'A610 disparaît la dernière Alpine. Le Renault Spider dont il fut un temps évoqué une vente sous badge Alpine sera finalement une Renault (même s'il est bien fabriqué dans l'usine de Dieppe).
L'usine de Dieppe est alors orientée par Renault afin d'y assembler la gamme Renault Sport, permettant ainsi de ne pas stopper toute activité. L'usine annexe de Thiron-Gardais cesse son activité en 1974.
En janvier 2006, le quotidien Le Parisien annonce que Renault pourrait ressusciter la marque Alpine, Carlos Ghosn voulant développer les véhicules haut de gamme du groupe.

### Relance et retour en compétition

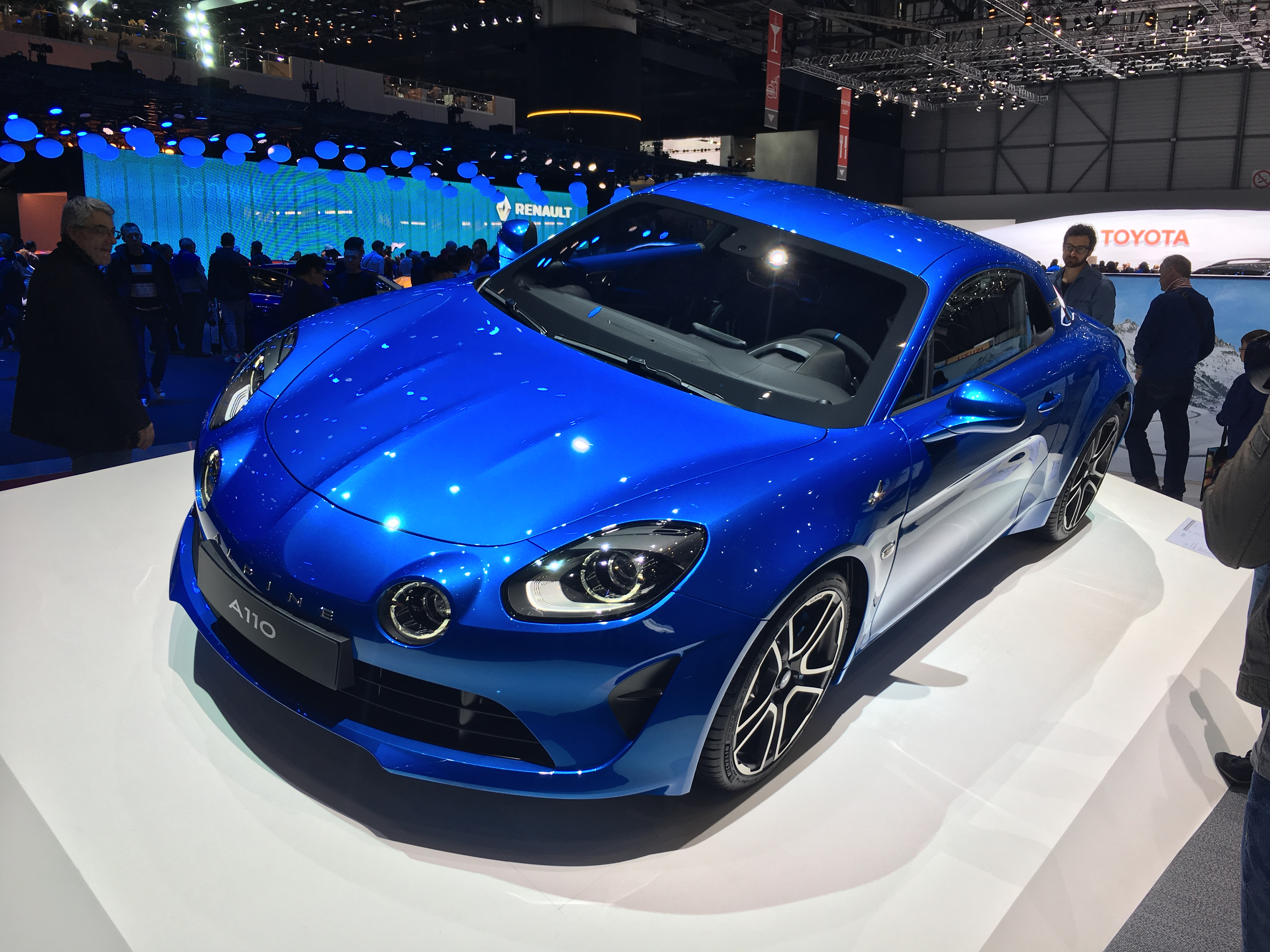
Alpine A110 au Salon international de l'automobile de Genève 2017

Le 25 mai 2012, un nouveau concept car Renault Alpine est présenté sur le circuit du Grand Prix de Monaco de Formule 1 par Carlos Tavares, en présence d'Alain Prost et de Jean Ragnotti. Le prototype présenté, nommé A110-50 en commémoration des 50 ans de l'emblématique Berlinette Alpine A110, reprend le design de la Renault DeZir, mais affiche un look plus sportif en reprenant quelques codes Alpine (projecteurs additionnels, grands passages de roues, lunette arrière tridimensionnelle, poupe tronquée). Les ingénieurs ont utilisé le V6 de 3,5 litres de la Mégane Trophy développant 400 ch, le châssis est tubulaire et la coque est en carbone.
Le 5 novembre 2012, Renault annonce le retour en production d'une Alpine pour 2016. Carlos Ghosn et Tony Fernandes, propriétaire de Caterham et de l'équipe de Formule 1 Caterham F1 Team, confirment lors d'une conférence de presse le retour d'Alpine en partenariat avec Caterham qui entre à 50 % dans la Société des automobiles Alpine Renault, rebaptisée « Société des automobiles Alpine Caterham » pour l'occasion,. Le 26 mars 2014, la fin du partenariat entre Renault et Caterham est officialisée, sans que cela ne remette en cause le projet d'une nouvelle voiture pour 2016.
Renault décide d'engager la marque aux 24 Heures du Mans et en European Le Mans Series (ELMS) dès la saison 2013, dans la catégorie LMP2. Un partenariat est noué avec Signatech. L'Oreca 03-Nissan de l'équipe engagée au Mans est rebadgée Alpine. Les pilotes sont Pierre Ragues, Nelson Panciatici et Tristan Gommendy. Pierre Ragues et Nelson Panciatici apportent la première victoire à Alpine en gagnant les 3 Heures de Budapest ainsi que les titres pilotes et écurie en European Le Mans Series.
Carlos Ghosn donne son feu vert pour la relance de la marque pour 2016. Cependant, en juillet 2015, Bernard Ollivier annonce un report du lancement pour l'année suivante.
Le 16 février 2016, Carlos Ghosn dévoile un nouveau concept de la prochaine Alpine, nommé Alpine Vision, qui préfigure la version définitive de la future Alpine A110 qui sera dévoilée début 2017 pour une commercialisation début 2018.
En décembre 2016, en hommage à la création de la marque, Renault propose la réservation des 1955 premières Alpine, alors même que le modèle définitif n'est pas encore connu. Il a fallu moins de 48 heures pour que tous les exemplaires trouvent preneur. En janvier 2017, Renault annonce officiellement que la future Alpine disposera d'une carrosserie en aluminium afin de proposer un véhicule le plus léger possible.
Dans ce marché restreint, les ventes progressent rapidement avec environ 2 000 exemplaires commercialisés en 2018 et le double l'année suivante. La gamme évolue et monte en puissance avec la version « S » ainsi que le projet d'un SUV pour les années à venir.
Début septembre 2019, Renault SA annonce la nomination de Patrick Marinoff en tant que Directeur Général d'Alpine, un Allemand venant de Mercedes-AMG,. Vers cette période, avec l'arrivée d'un malus fortement augmenté au 1er janvier 2020 et le climat « antivoitures » en France, la production est réduite de plus de moitié. Celle-ci avait déjà été diminuée quelques mois auparavant dans l'usine de Dieppe.
Le 6 septembre 2020, Renault F1 Team annonce le changement de nom de son écurie en Alpine F1 Team pour la saison 2021 de Formule 1.
Laurent Rossi, ancien directeur de la stratégie et business développement du Groupe Renault, devient le directeur général d'Alpine le 11 janvier 2021. Puis en juillet 2023, ce fut Philippe Krief qui prit la tête de l’entreprise Alpine.
En juillet 2022, l'écurie de Formule 1 Alpine annonce le lancement d'un programme baptisé Rac(h)er afin de féminiser davantage l'ingénierie et le pilotage dans le sport automobile. L'objectif est d'avoir 30 % de femmes dans les équipes d'Alpine en 2027, contre 12 % en 2022,.

#### Genèse du retour
- 5 novembre 2012 : Lancement de la société Automobiles Alpine.
- 27 mai 2012 : Présentation du concept-car Renault Alpine A110-50 au Grand Prix automobile de Monaco 2012.
- 26 mars 2014 : Fin de l'accord de partenariat avec Caterham.
- 13 juin 2015 : Présentation du concept-car Alpine Célébration aux 24 Heures du Mans 2015.
- 16 février 2016 : Présentation de l'Alpine Vision au Col de Turini (Alpes-Maritimes).
- 7 décembre 2016 : Lancement des pré-commandes des 1955 premiers modèles sur internet.
- 7 mars 2017 : Exposition au Salon de Genève 2017.
- 15 décembre 2017 : Lancement de la production de l'Alpine A110.
- 2 mars 2018 : Première livraison d'une Alpine A110, à Grenoble[29].

### Elargissement de la gamme
Après la renaissance d'Alpine avec l'A110, la gamme restera limitée à un seul véhicule durant plusieurs années. Il faut attendre 2024 pour assister à l'élargissement de la gamme, avec la commercialisation d'Alpine A290. Cette citadine sportive est également le premier véhicule électrique de la marque. L'année 2025 marquera l'arrivée du premier SUV à porter le sigle du A fléché avec l'A390.

## Résumé chronologique
- 1955 : Création de la société sous forme de SARL et Alpine A106
- 1960 : Alpine A108 berlinette « Tour de France »
- 1962 : Alpine A110
- 1966 : Passage au statut de société anonyme (SA)
- 1969 : Installation avenue de Bréauté
- 1971 : Alpine A310
- 1973 : Devient filiale du groupe Renault et remporte le titre de champion du monde des constructeurs (rallye)
- 1976 : Renault 5 Alpine, Alpine A310 V6 et Renault Alpine A442
- 1977 et 1978 : Renault Alpine A442B et Renault Alpine A443
- 1980 : Renault 5 Turbo
- 1982 : Renault 5 Alpine Turbo
- 1985 : Alpine GTA et Renault 11 Turbo
- 1985 : Renault Super 5 GT Turbo et Renault 9 Turbo
- 1987 : Renault 21 Turbo 2 litres
- 1991 : Alpine A610
- 1995 : Arrêt de la production de l'A610, plus aucune voiture ne sortira sous cette marque jusqu'en 2017
- 1996 : Spider RS et certification ISO 9002
- 1999 : Renault Clio II RS et certification ISO 14001
- 2000 : Création de l'unité Renault Sport Technologies, regroupant Alpine avec tout Renault Sport, excepté Renault F1 Team
- 2004 : Renault Mégane II RS
- 2006 : Renault Clio III RS
- 2009 : Renault Mégane III RS
- 2012 : Renault Clio IV RS
- 2012 : Renault Alpine A110-50 et annonce officielle de la renaissance de la marque[4]
- 2015 : Renault R.S.01
- 2015 : Alpine Célébration[30]
- 2016 : Alpine Vision[31]
- 2017 : Alpine A110 (2017)
- 2021 : Alpine en Formule 1
- 2024 : Alpine A290
- 2025 : Alpine A390

## Identité visuelle

Logos d'Alpine
De 1954 à 1976.
De 1976 à 2017.
Depuis 2017.

## Production

### Chiffres de vente
Véhicules vendusVentes mondiales de véhicules du constructeur Alpine0100020003000400050002018202020222024Véhicules vendus
Sources,,,,,,

## Liste des modèles

### Modèles routiers

#### Modèles actuels
- Alpine A110 (2017-)
- Alpine A290 (2024-)
- Alpine A390 (2025-)

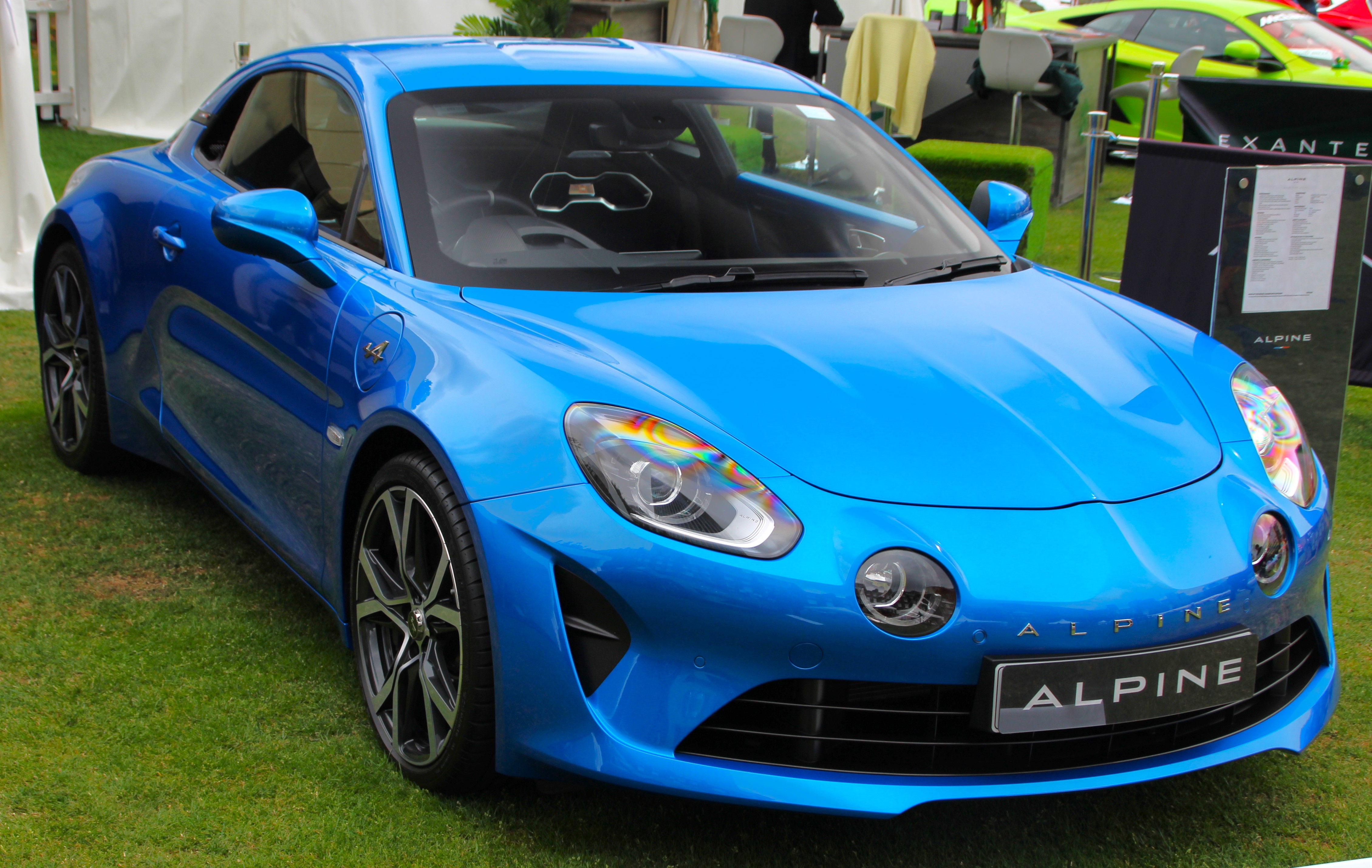
Alpine A110
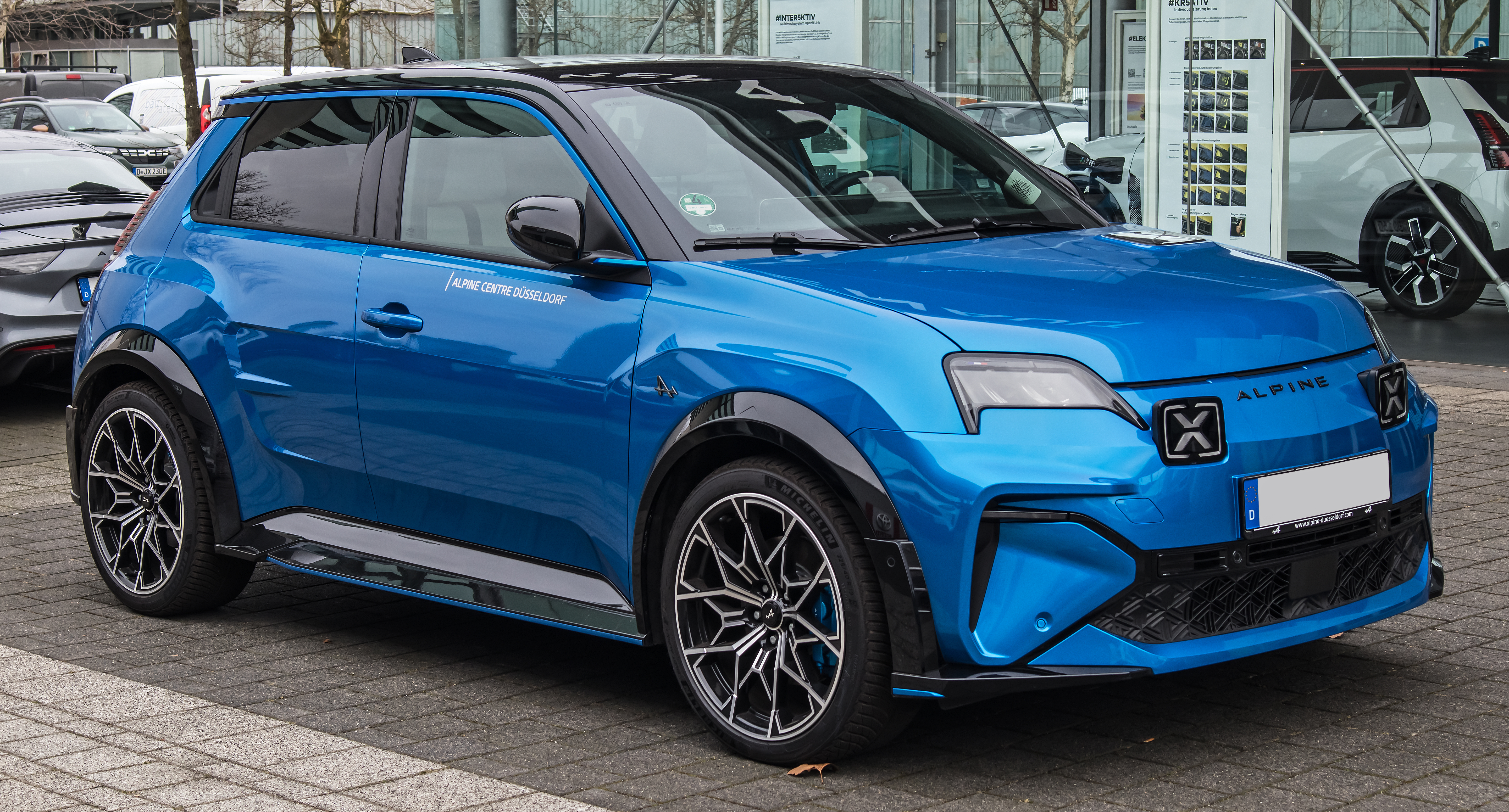
Alpine A290
Alpine A390

#### Modèles historiques
- Alpine A106 (1955-1961)
- Alpine A108 (1958-1965)
- Alpine A110 (1962-1977)
- Alpine A110 GT4 (1963-1969)
- Alpine A310 (1971-1984)
- Alpine GTA (1984-1991)
- Alpine GTA  (1991-1995)

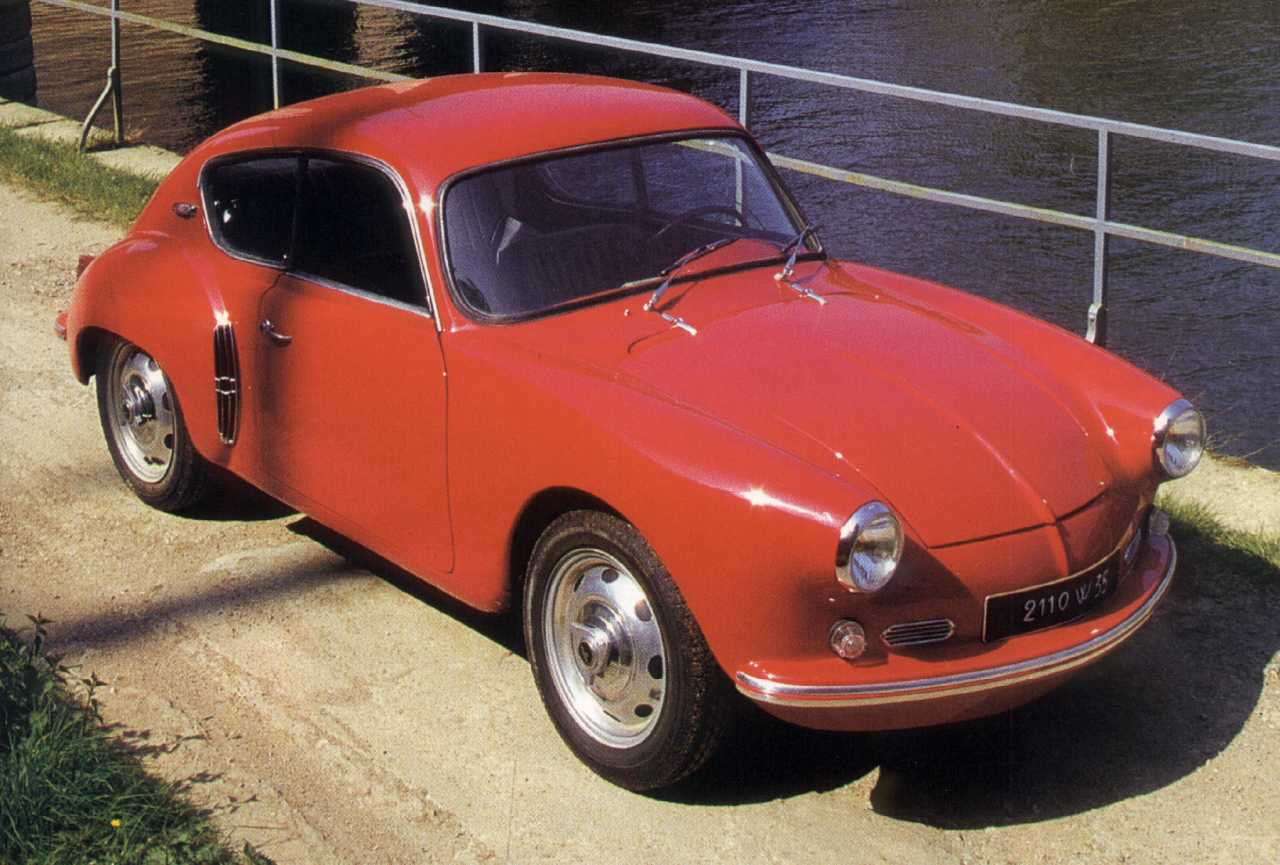
Alpine A106
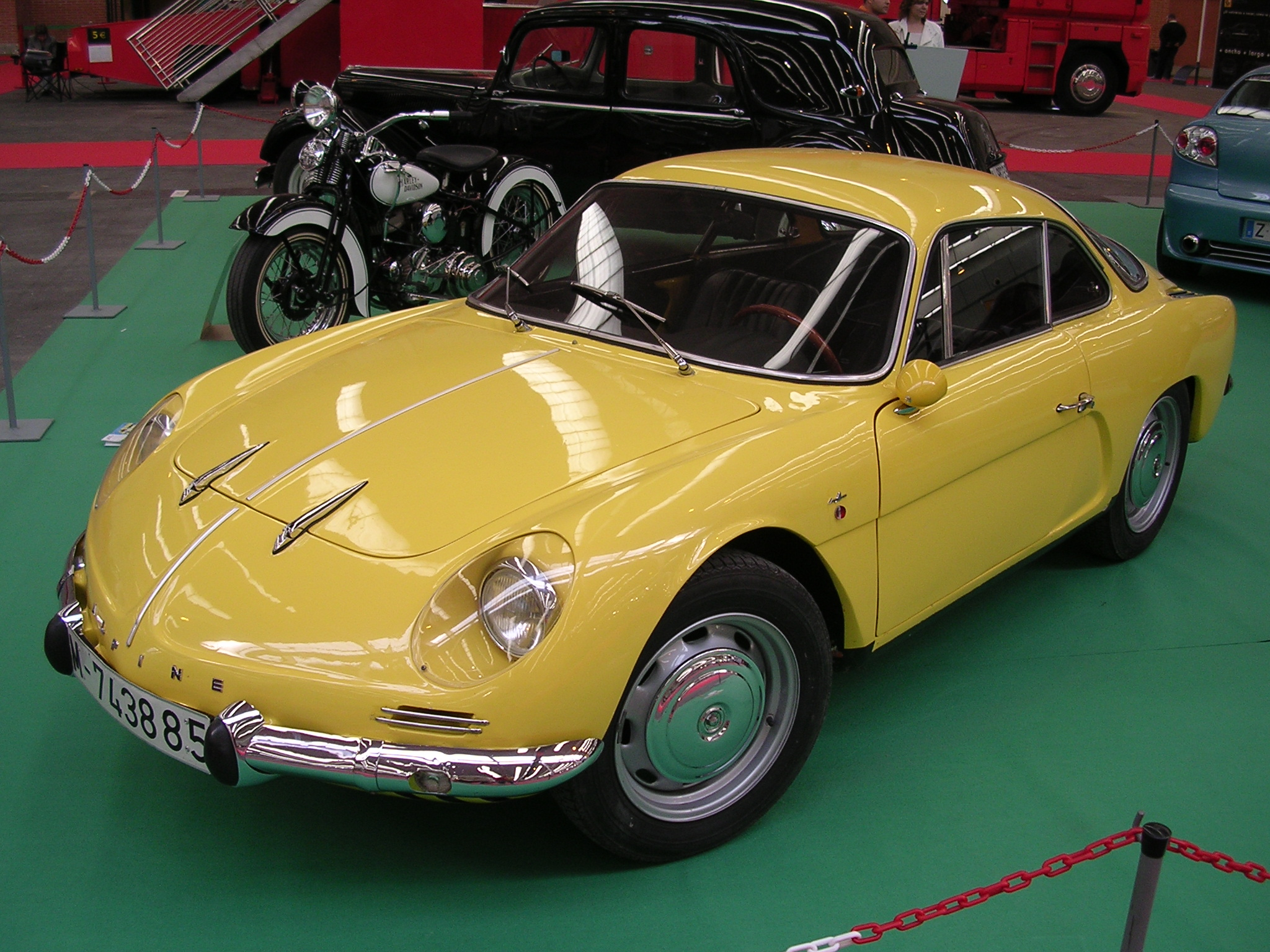
Alpine A108
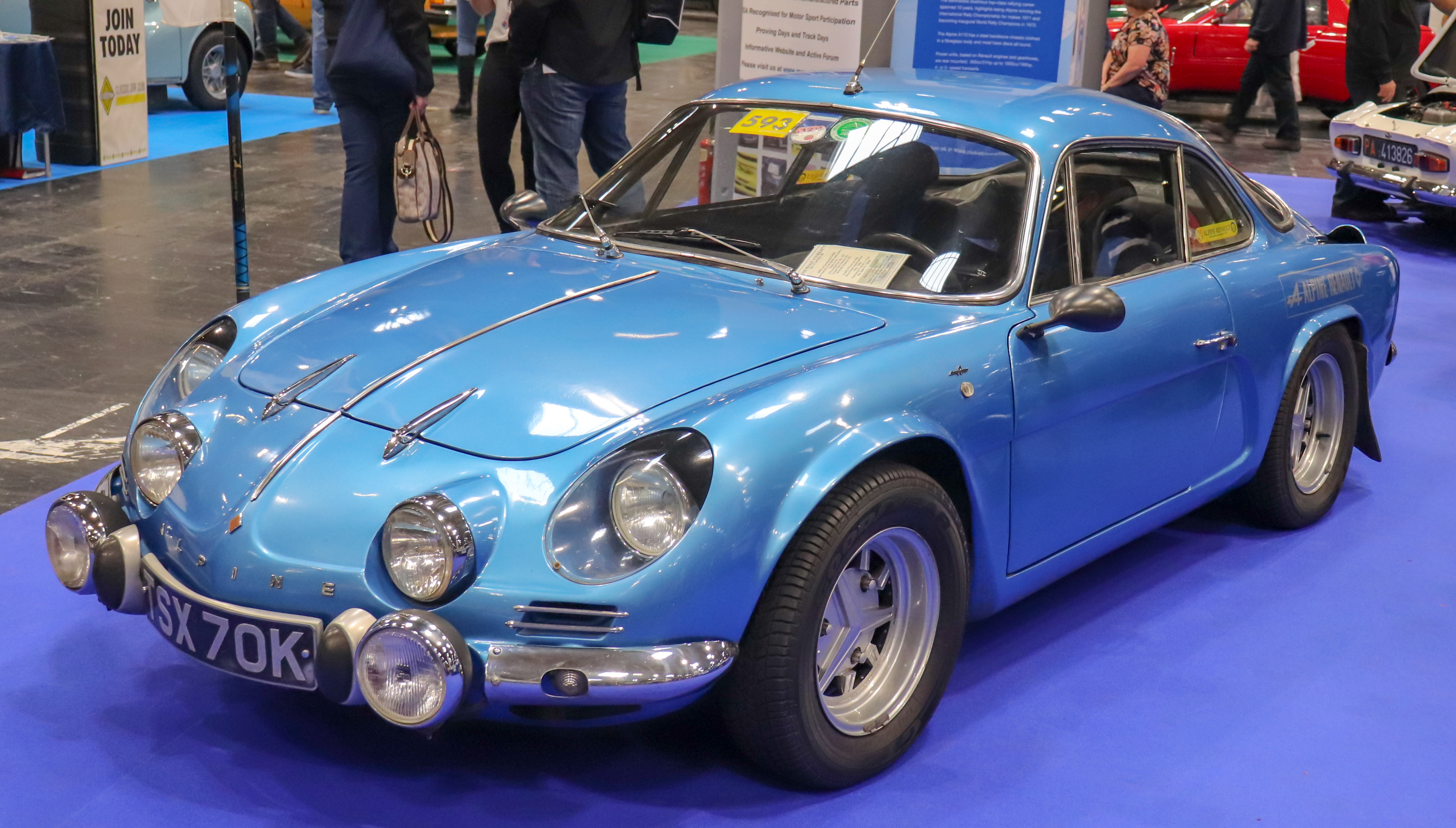
Alpine A110
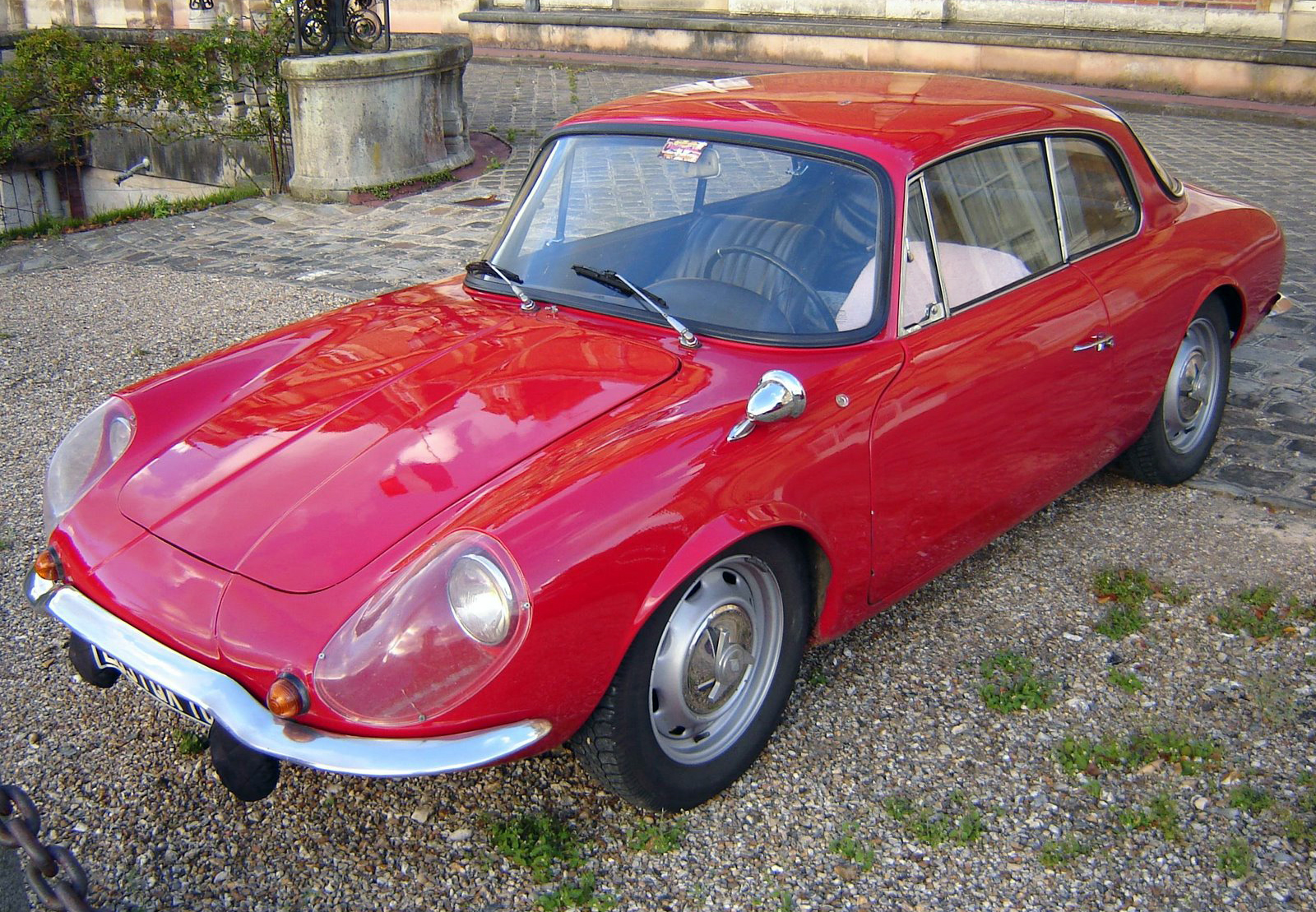
Alpine A110 GT4
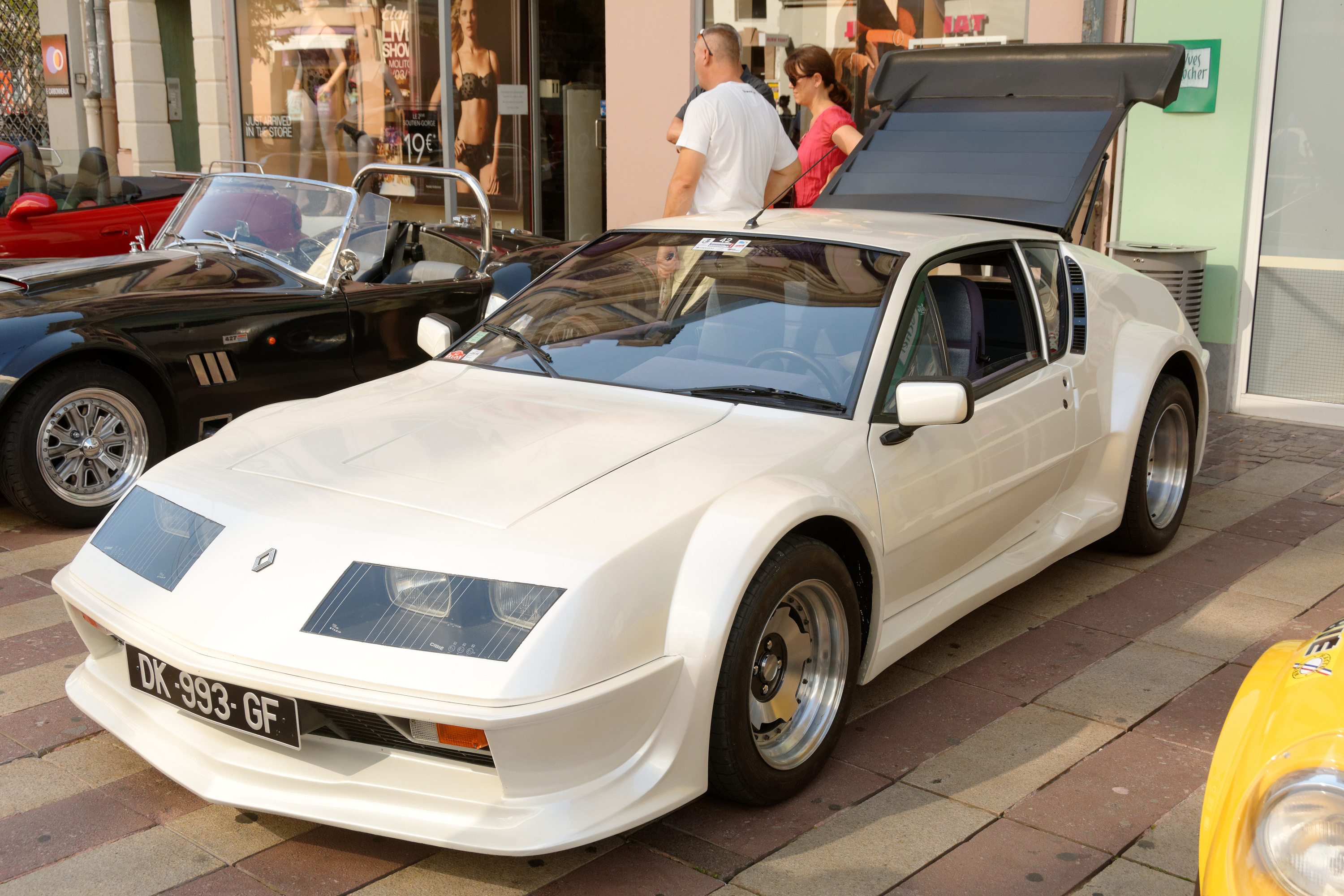
Alpine A310
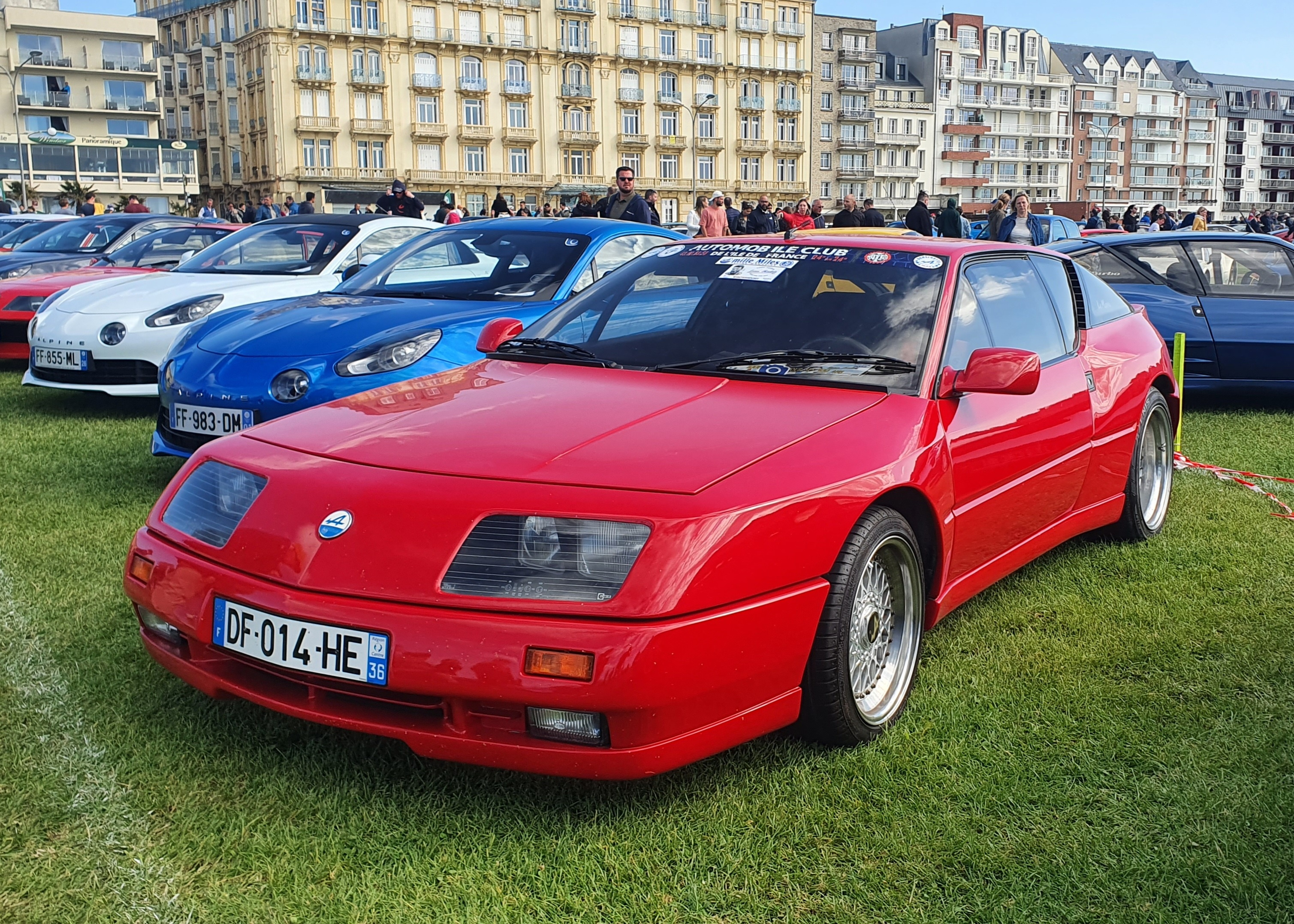
Alpine GTA
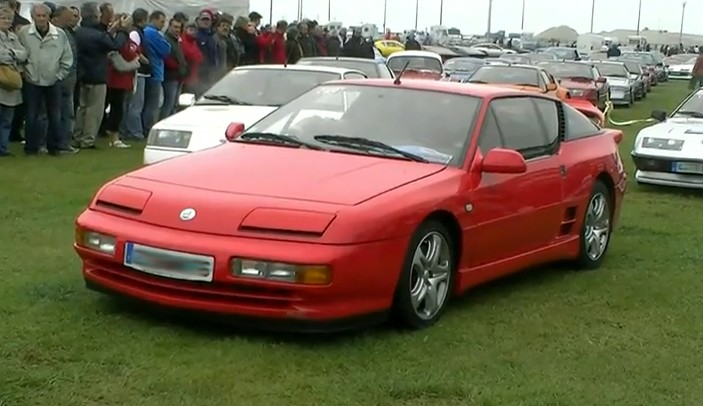
Alpine GTA

### Concept cars
- 1990 : Alpine A710 « Berlinette 2 » (2 prototypes)[39]
- 2012 : Renault Alpine A110-50[40]
- 2015 : Alpine Vision Gran Turismo
- 2016 : Alpine Vision[41]
- 2020 : Alpine A110 SportsX[42]
- 2022 : Alpine A110 E-ternité[43]
- 2022 : Alpine Alpenglow[44]
- 2023 : Alpine A290_β[45]
- 2024 : Alpine A390_β[46]

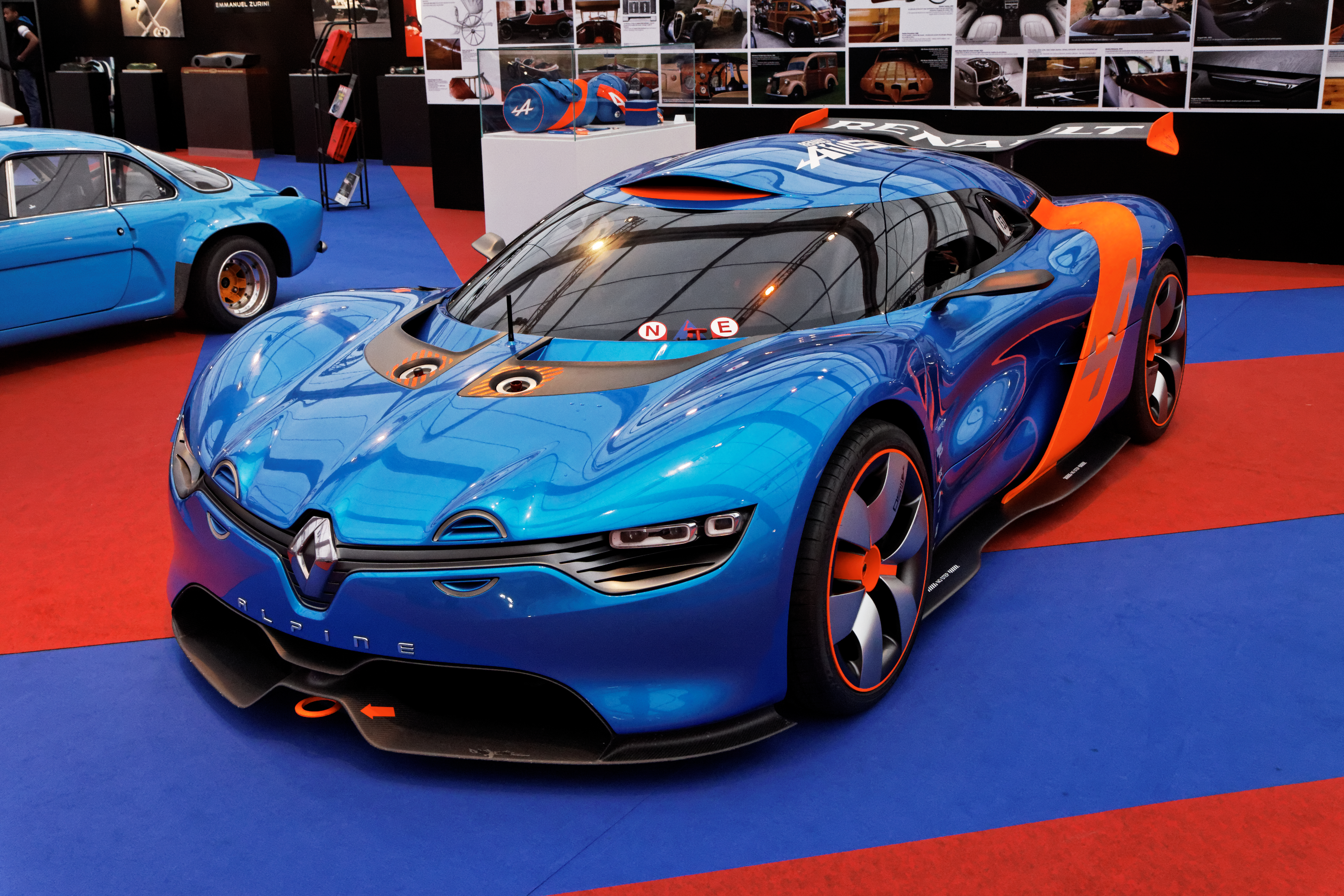
Renault Alpine A110-50
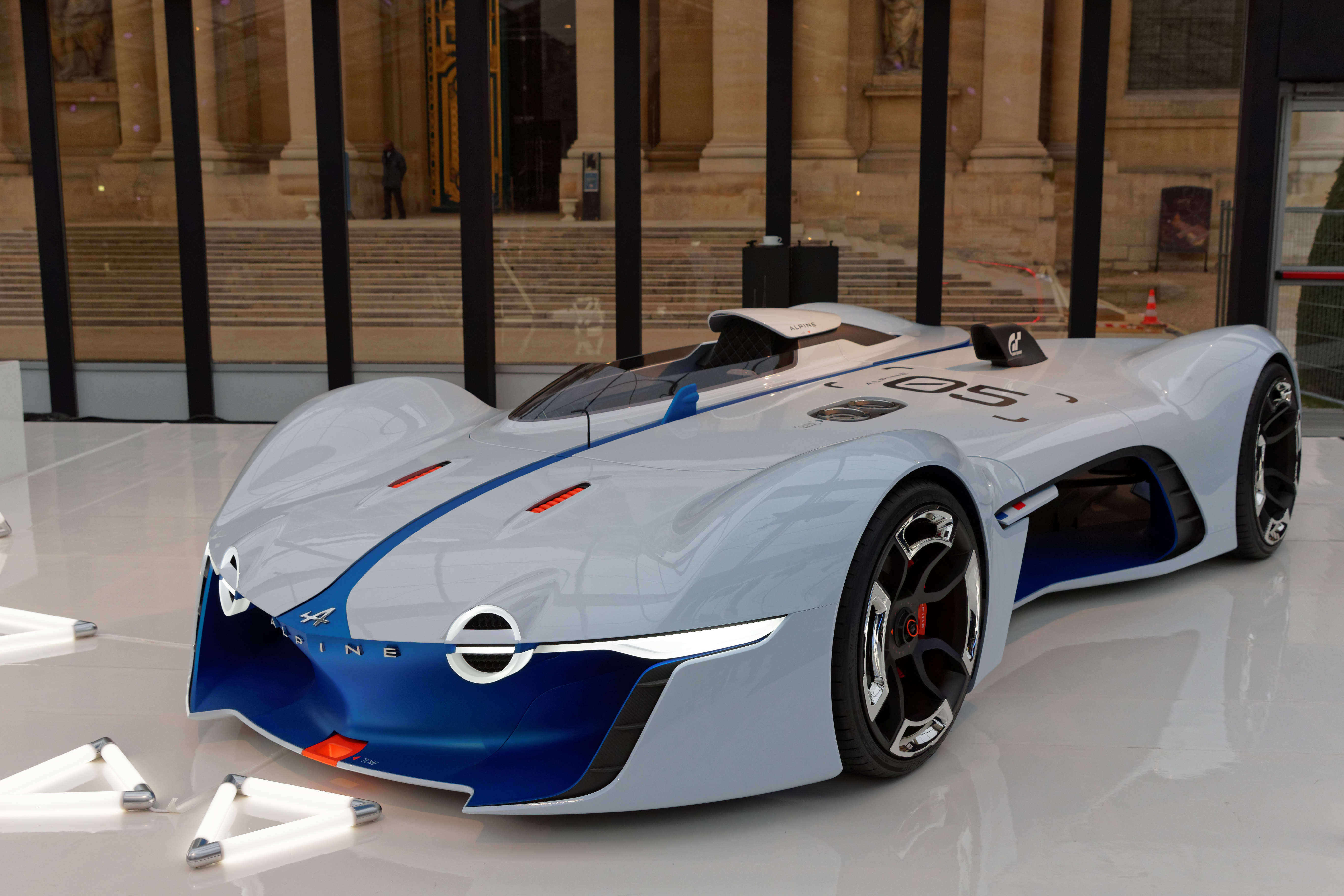
Alpine Vision Gran Turismo
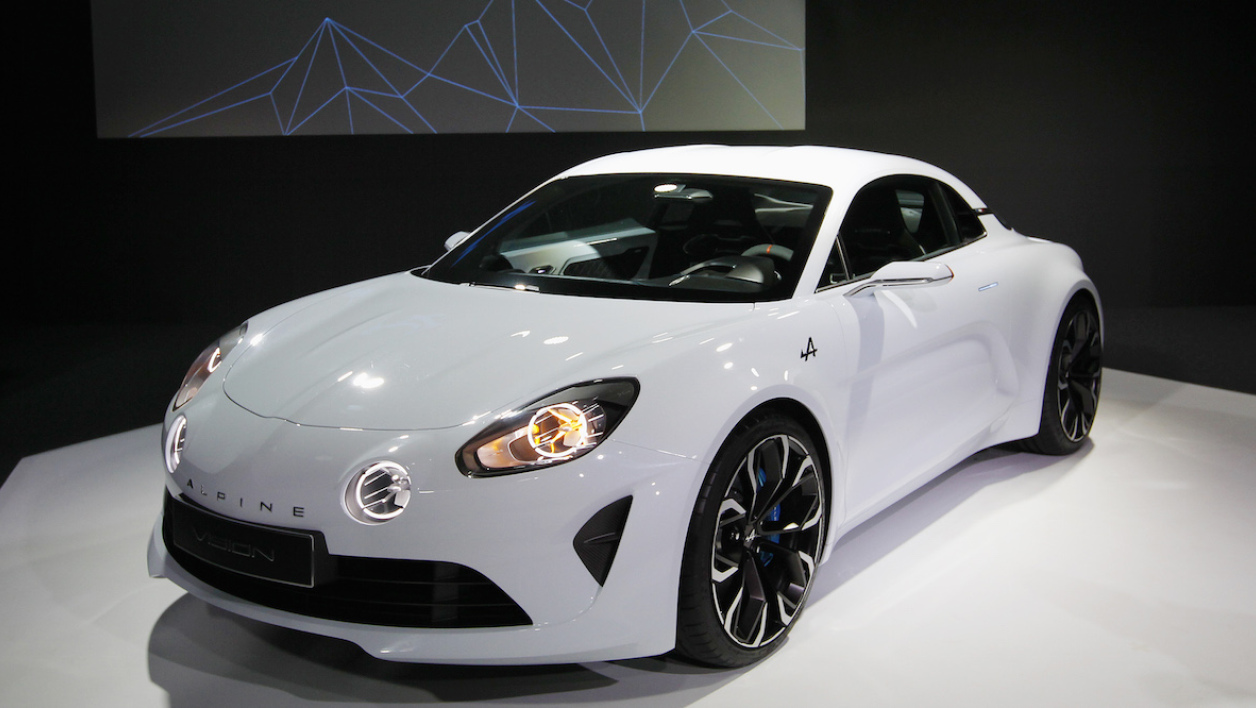
Alpine Vision
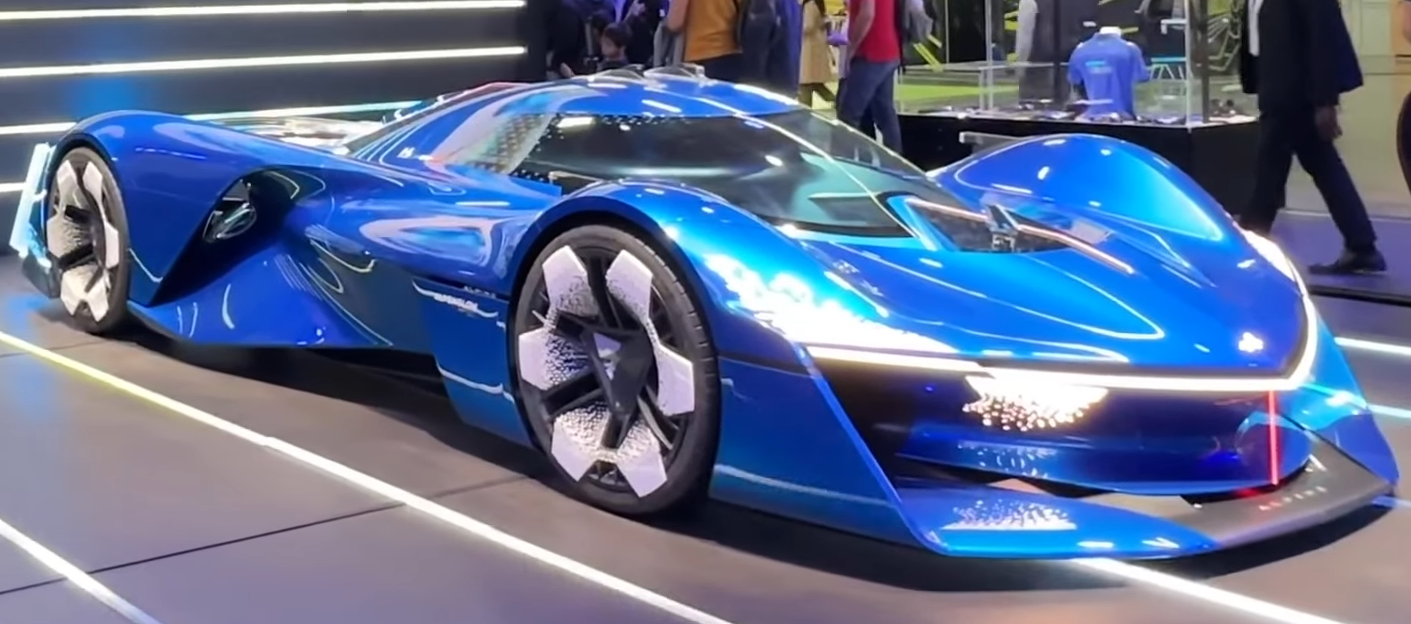
Alpine Alpenglow
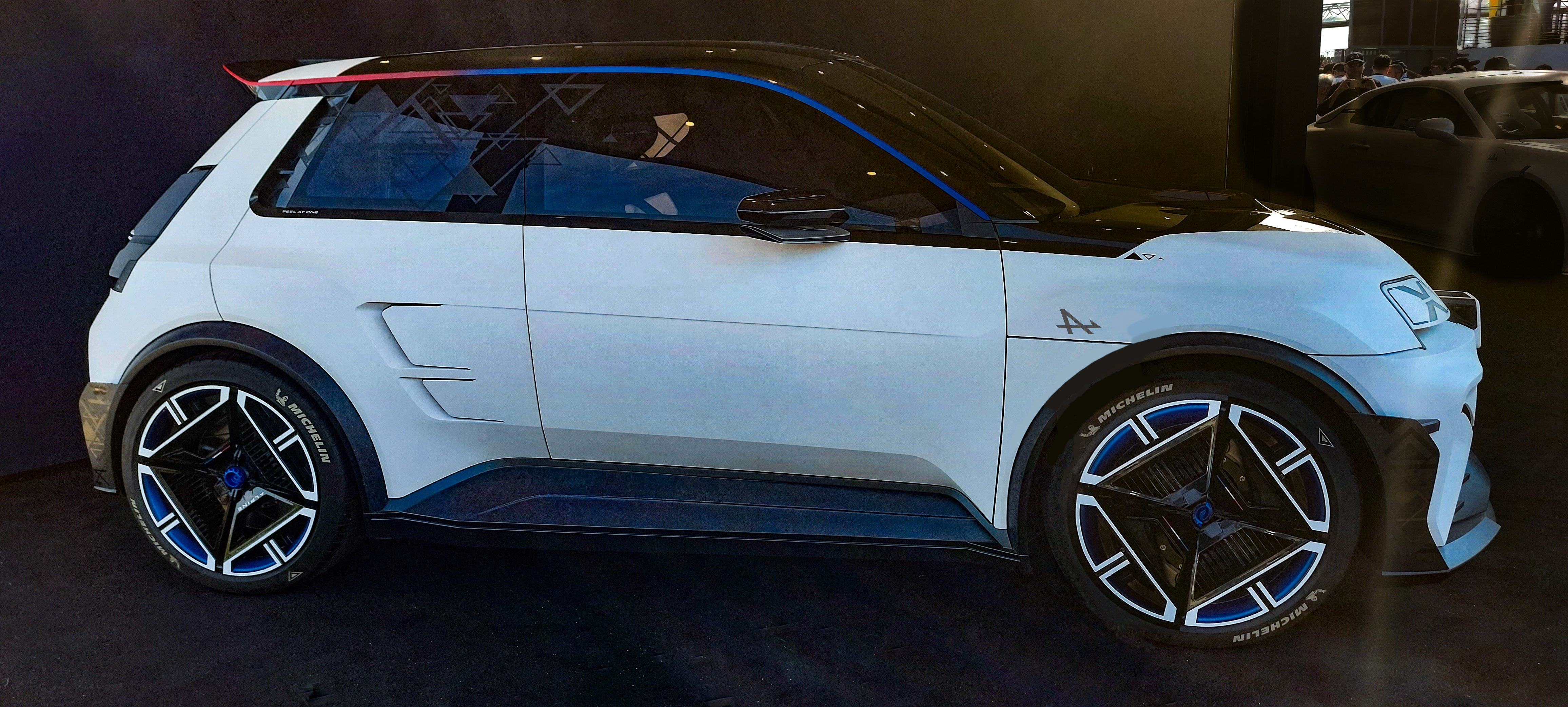
Alpine A290_β
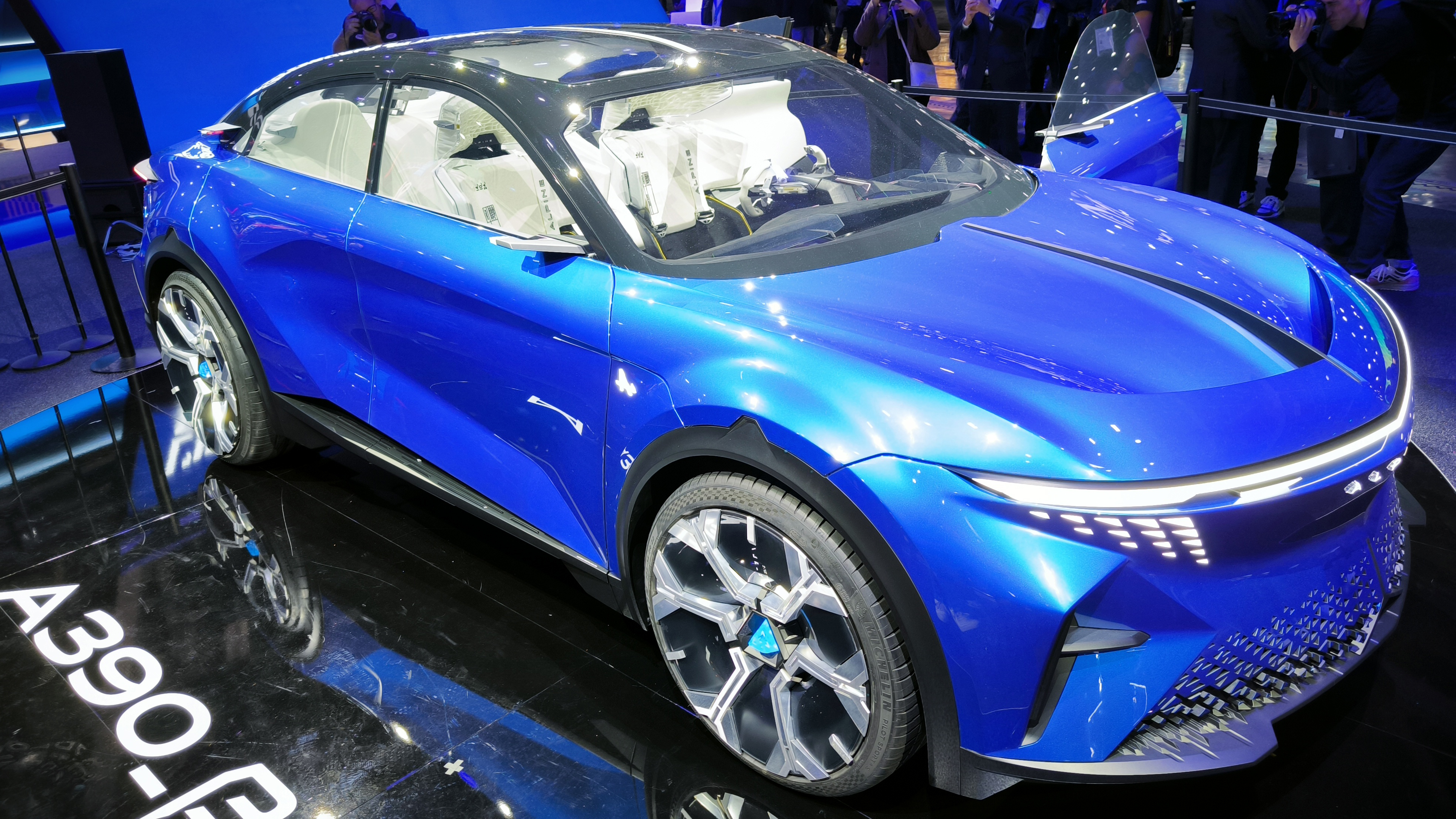
Alpine A390_β

### Modèles de course
- Alpine M63 (1963)
- Alpine M64 (1964)
- Alpine M65 (1965)
- Alpine A210 (1966)
- Alpine A211 (1967)
- Alpine A220 (1968)
- Alpine A350
- Alpine A110 1800 (1973)
- Alpine A364
- Alpine A440 (1972)
- Alpine A441 (1973)
- Alpine A442
- Alpine A443 (1978)
- Alpine A500 (1975/1976)
- Alpine A450 (2015)
- Alpine A460 (2016)
- Alpine A470 (2017)
- Alpine A110 Cup (2018)
- Alpine A110 GT4 (2018)
- Alpine A110 Rally (2020)
- Alpine A480 (2021)
- Alpine A521 (2021)
- Alpine A522 (2022)
- Alpine A523 (2023)
- Alpine A524 (2024)
- Alpine A424 (2024)
- Alpine A525 (2025)

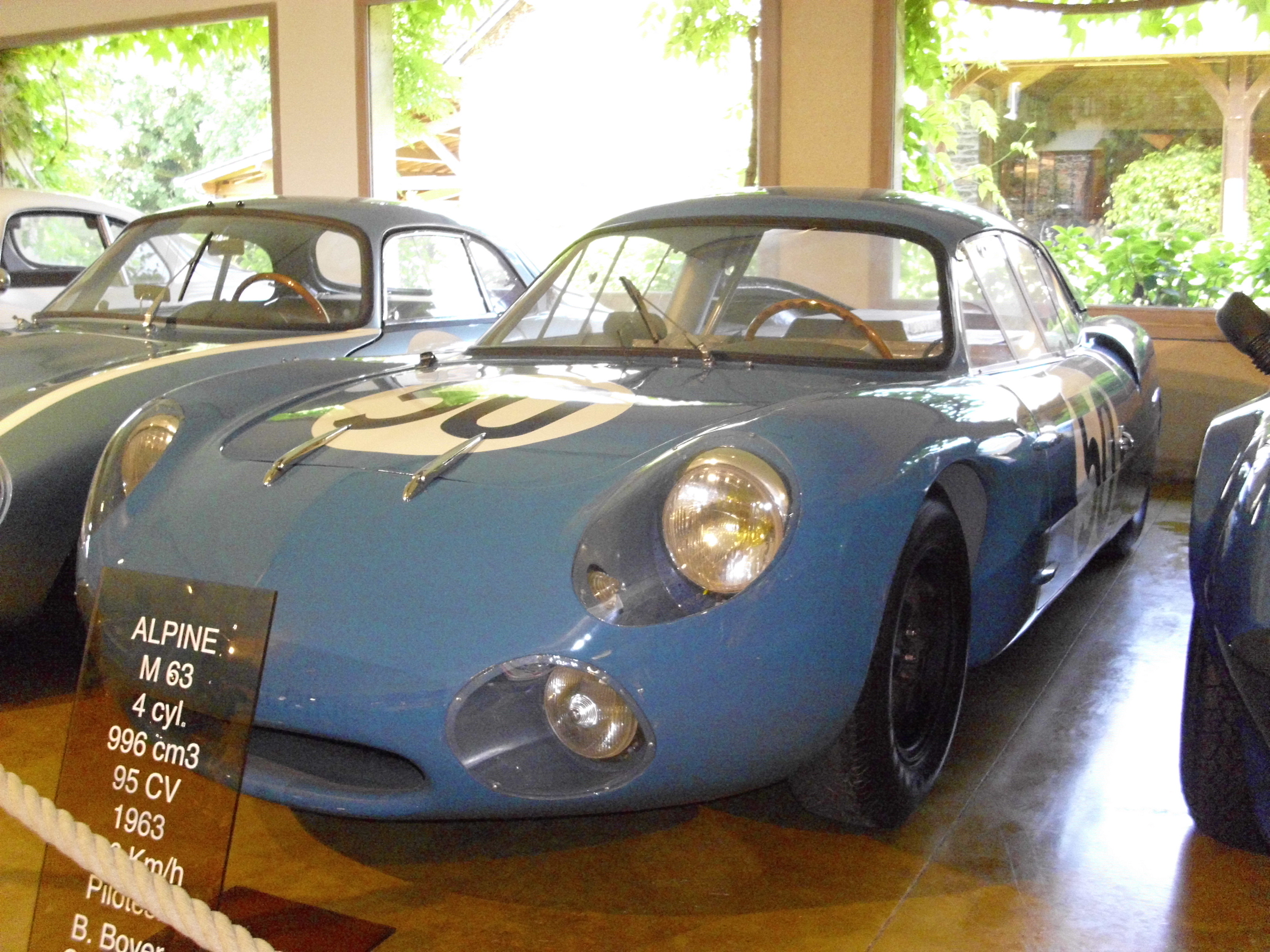
Alpine M63
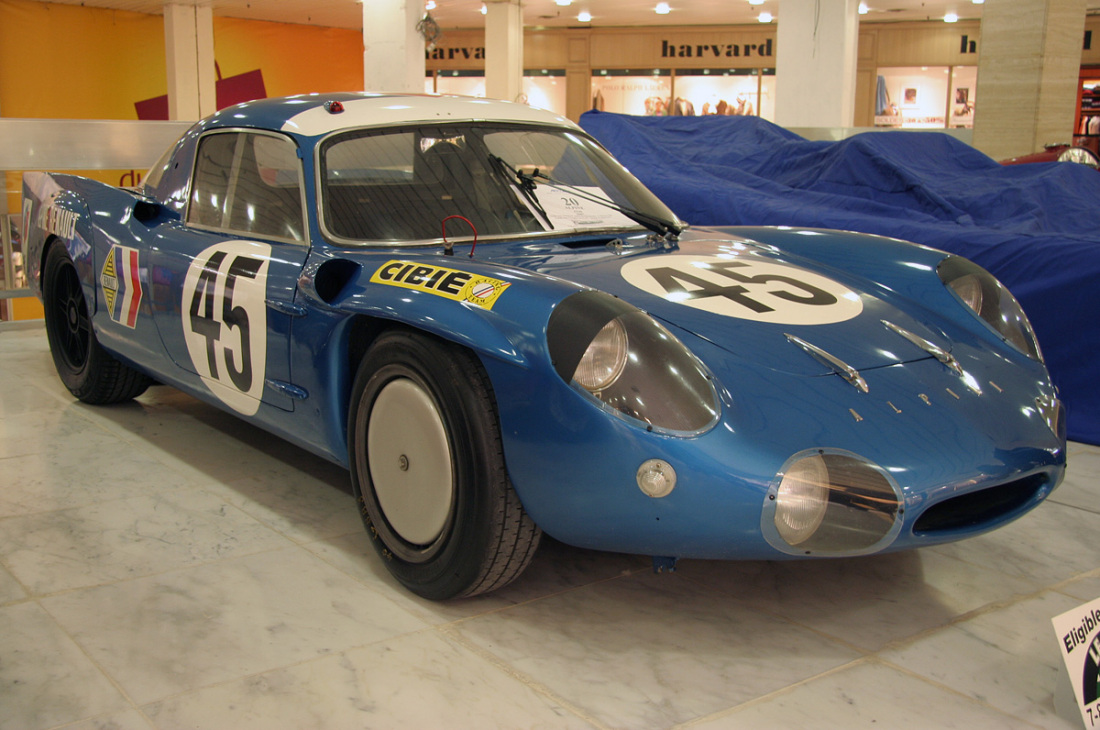
Alpine A210
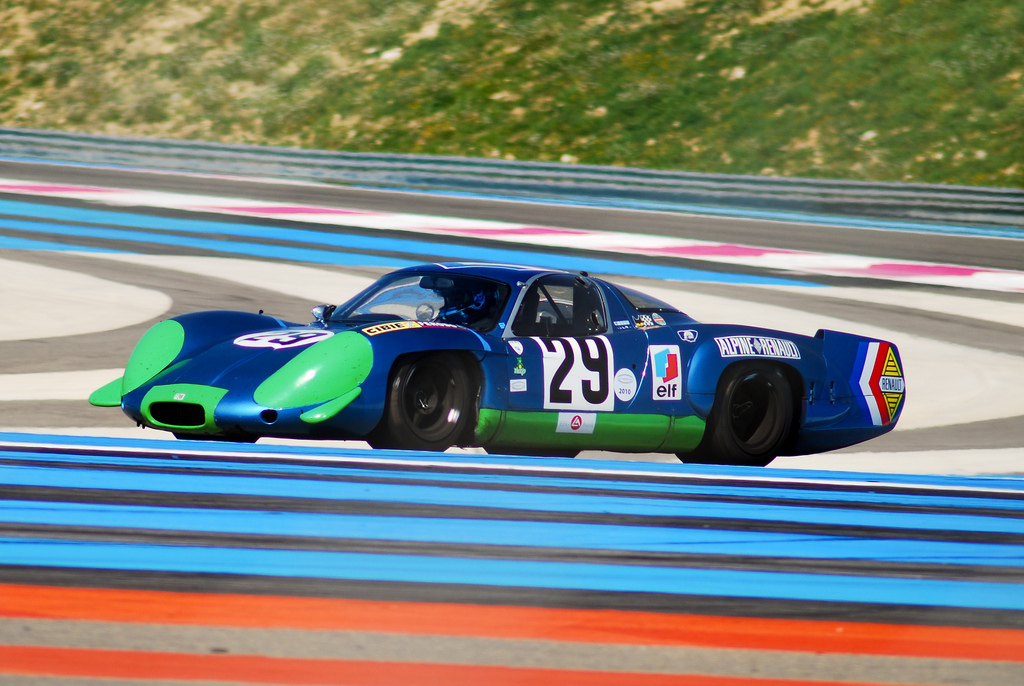
Alpine A220
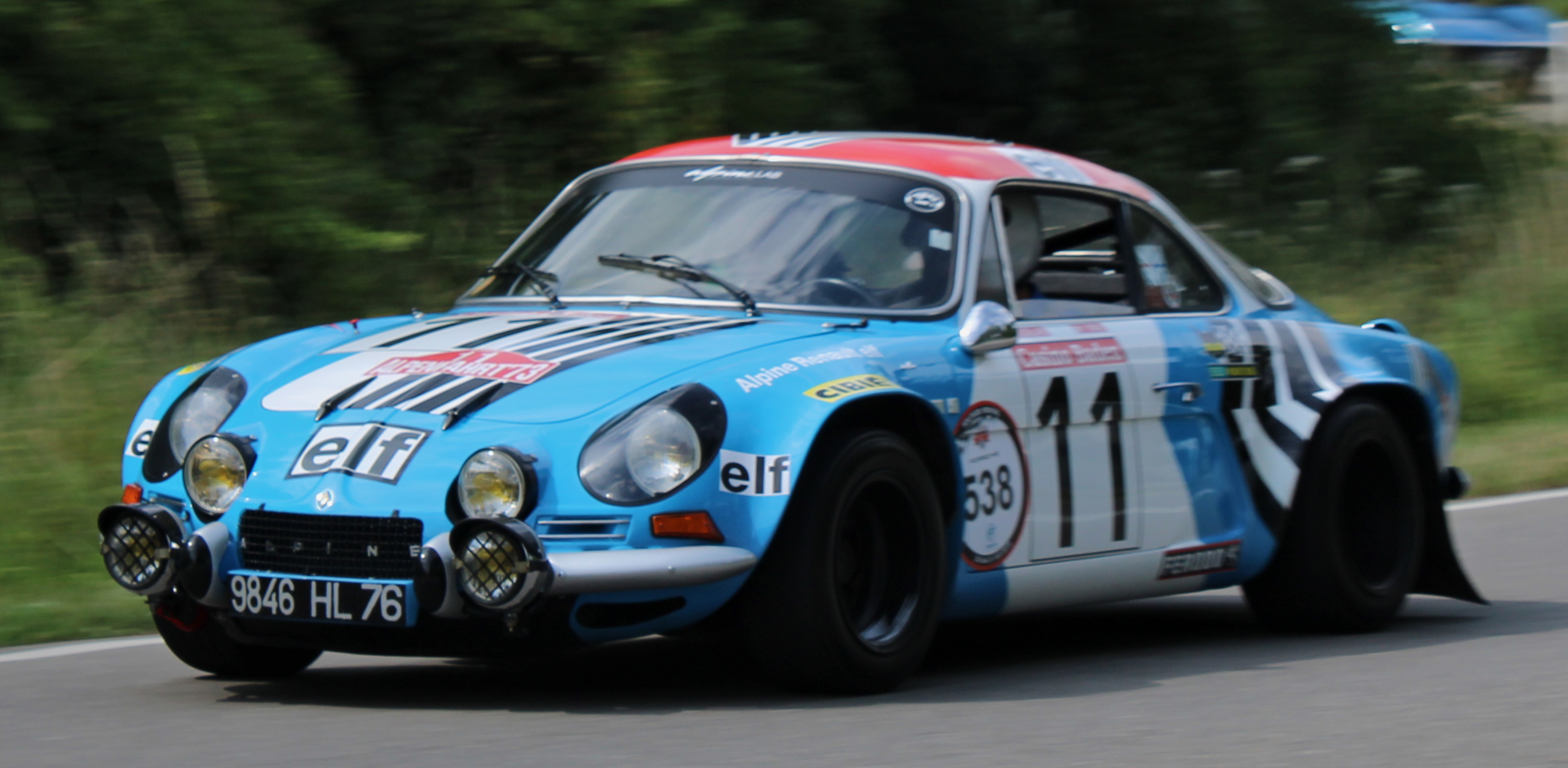
Alpine A110 1800
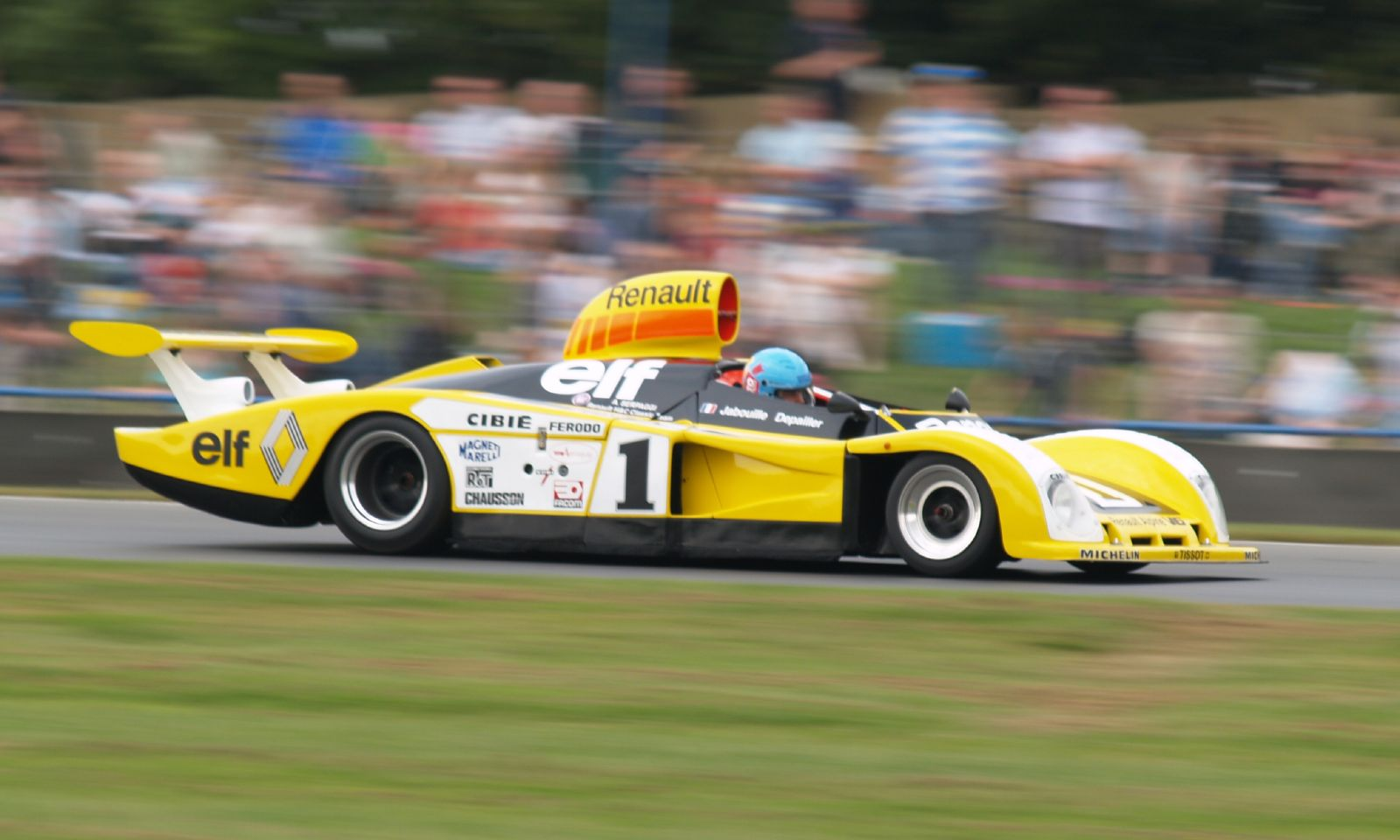
Alpine A443
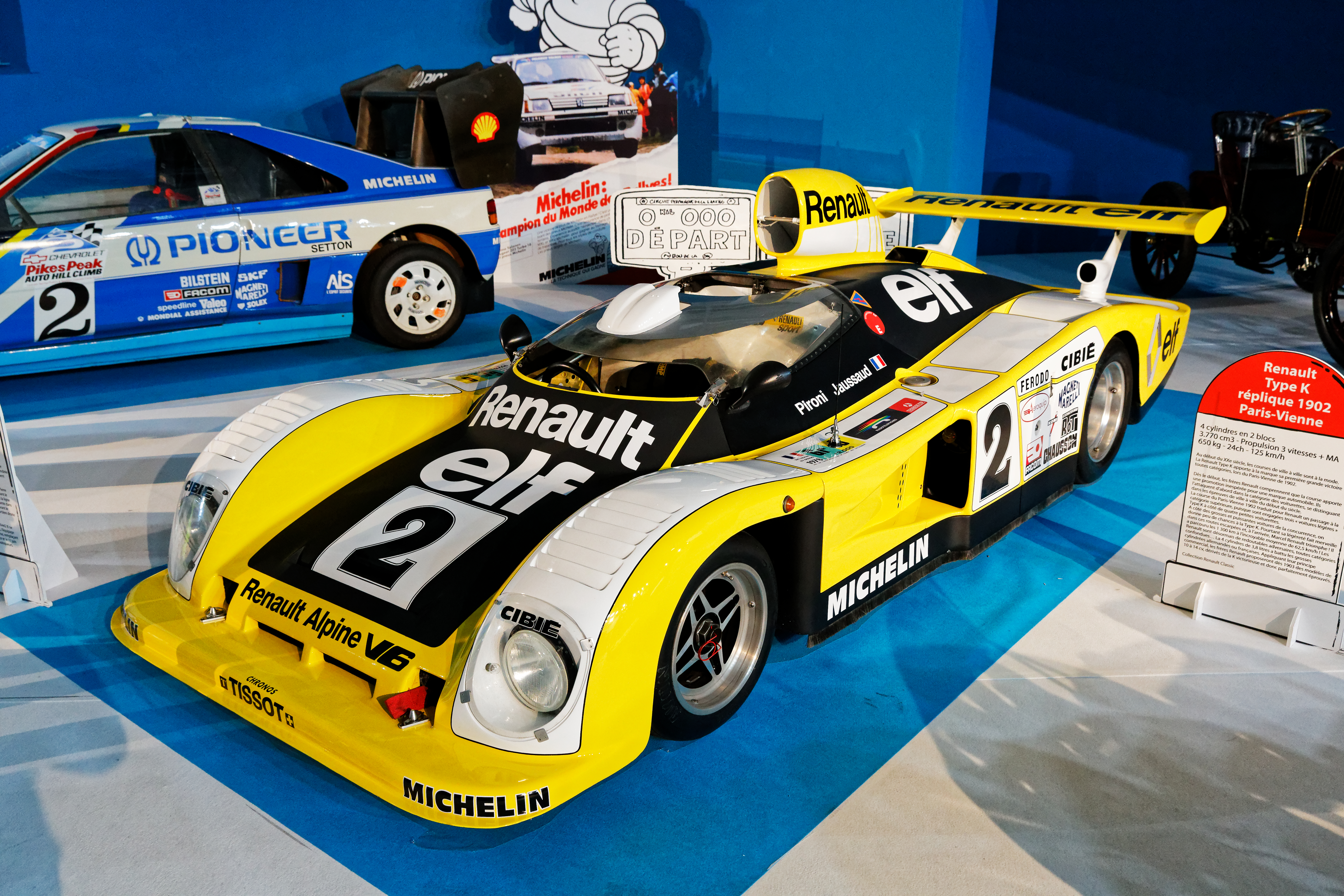
Alpine A442B
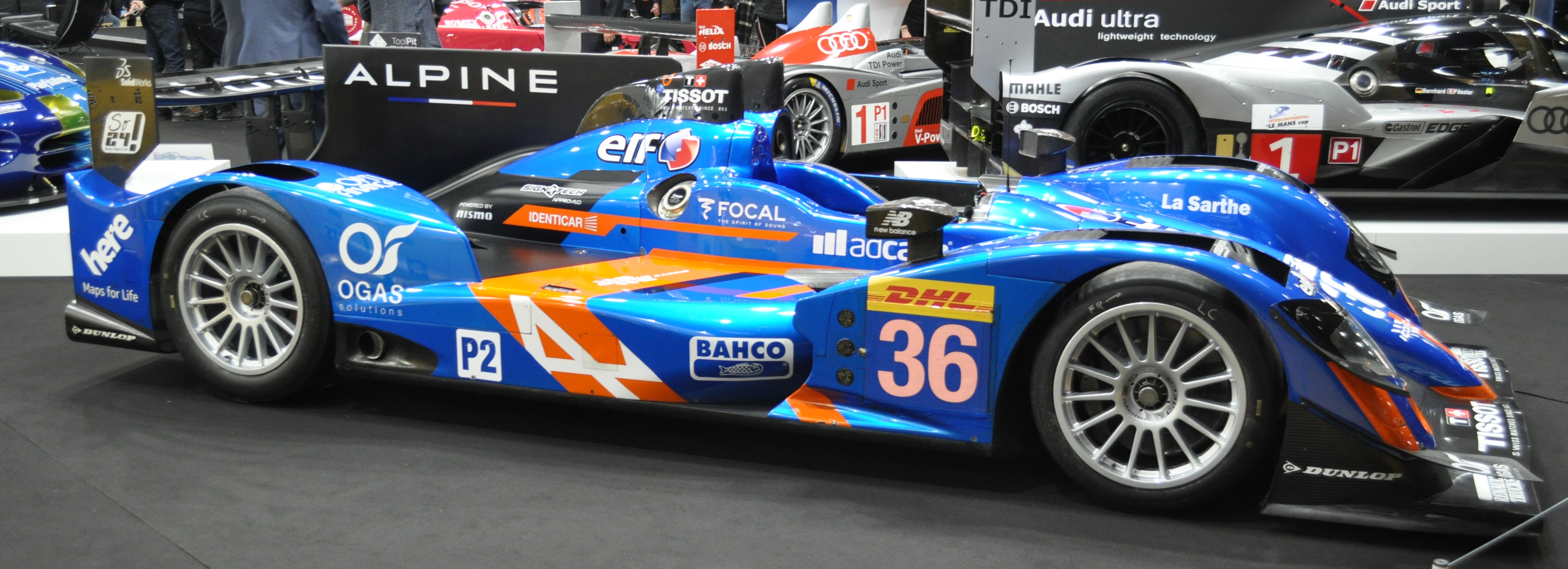
Alpine A450b
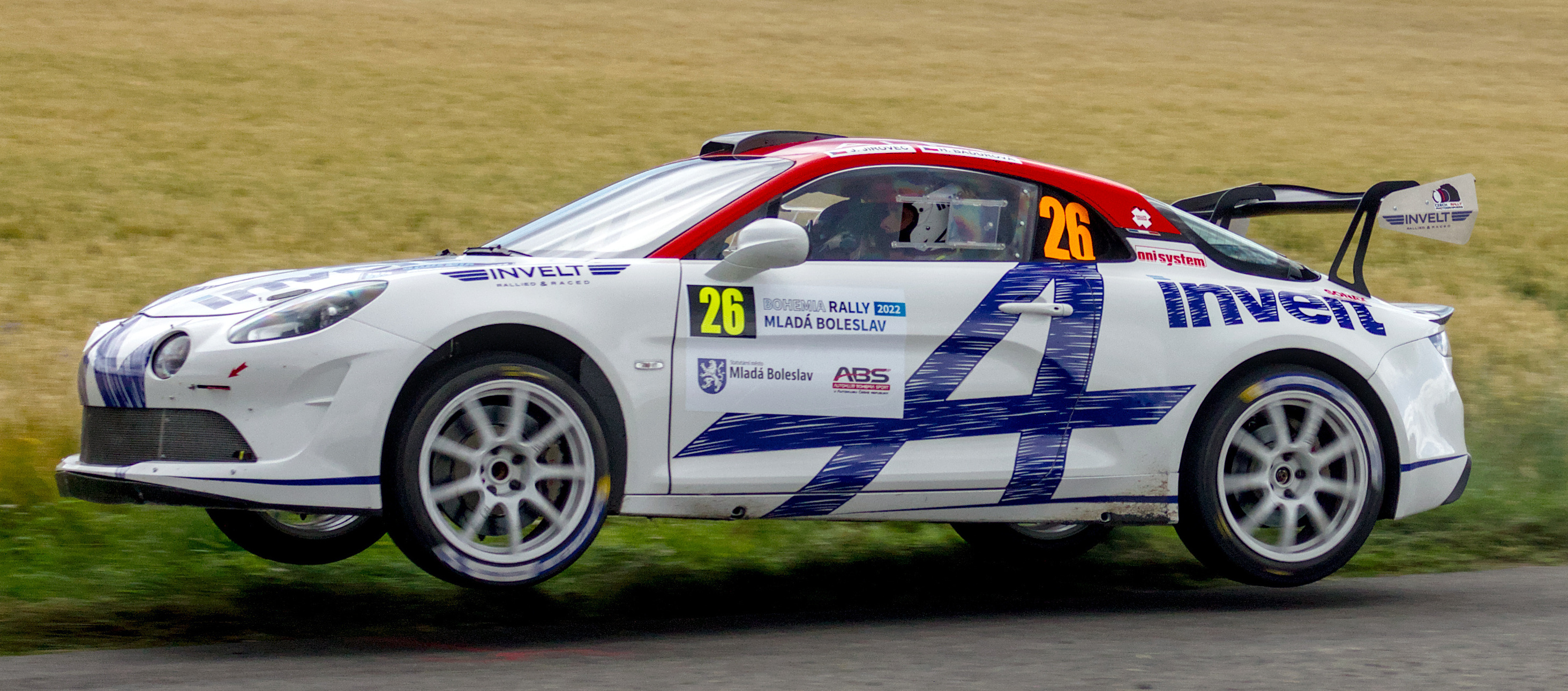
Alpine A110 Rally
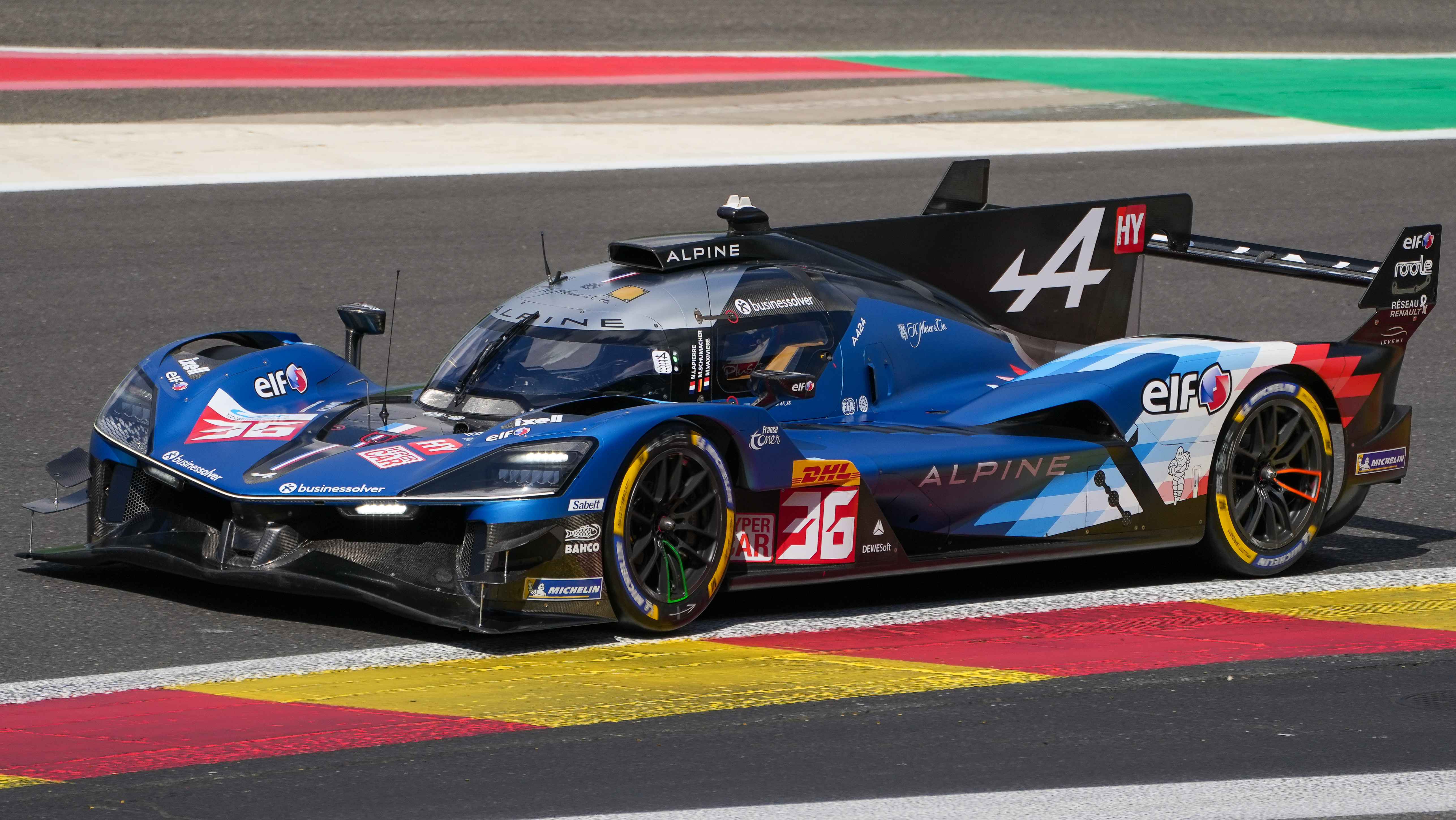
Alpine A424
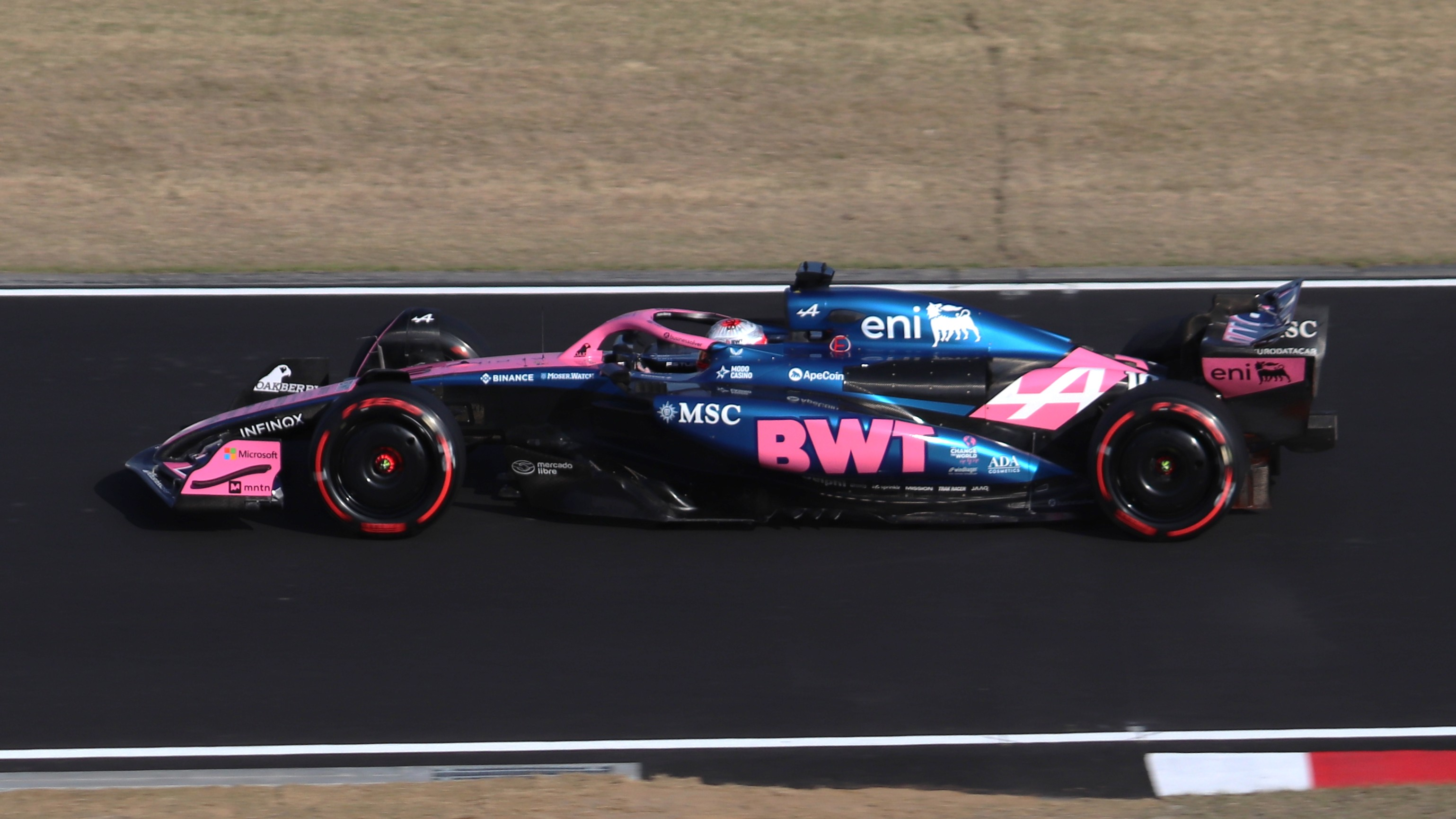
Alpine A525

## Compétition

### Pilotes et copilotes
- Ove Andersson
- Jean-Claude Andruet

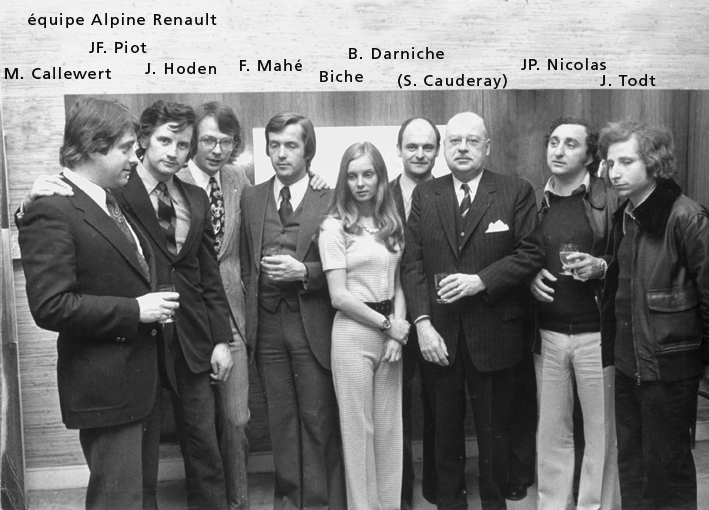
Équipe Alpine Renault au début des années 1970.

- Didier Auriol : trois rallyes sur R5 Alpine en 1983, vainqueur 1983 aux Garigues en Groupe 2.
- José-Sizaire Barbara
- Georges Barelli (série Barelli), journaliste, Alpine A310
- Marie-Claude Beaumont
- Jean-Pierre Beltoise
- Mauro Bianchi : Pilote Alpine en Formule 3, Formule 2, projet de Formule 1 (A350 de 1968), et en endurance avec son frère Lucien Bianchi
- Michèle Espinosi-Petit (Biche)
- Robert Bouharde
- Luiz Bueno (Brésil)
- Marcel Callewaert : copilote de Gérard Larrousse
- Roland Charrière
- Jacques Cheinisse : pilote, puis poste à responsabilité dans l'entreprise
- Billy Coleman
- Alain Coppier : champion de France 1981 des rallyes sur terre sur Renault 5 Alpine
- Andrew Cowan
- Bernard Darniche
- Patrick Depailler : champion de France 1971 en Formule 3 sur Alpine
- Christian Ethuin : 1er indice de performance aux 24 Heures du Mans 1969
- Attila Ferjáncz
- Jacques Féret
- Guy Fréquelin
- Henri Grandsire (alias Michel Vaillant) : champion de France 1964 en Formule 3 sur Alpine
- Herbert Grünsteidl : rallycross
- Jean-Pierre Hanrioud
- Jacques Henry : Challenge Alpine 1968
- Arne Hertz
- Jacques Hoden
- Vladimír Hubáček
- Jean-Pierre Jabouille : champion d'Europe 1976 en Formule 2 sur Elf Renault-Alpine
- Jean-Marie Jacquemin
- Jean-Pierre Jaussaud : vainqueur des 24 Heures du Mans 1978 sur Renault Alpine A442B.
- Jean-Claude Killy
- Albert Vanierschot
- Gérard Larrousse
- Michel Leclère : champion de France 1971 en Formule Renault et en 1972 en Formule 3, sur Alpine
- Tasos Livieratos (Siroco) : champion de Grèce 1973, 1975 et 1976
- François Mahé
- Pat Moss
- Michèle Mouton
- Bob Neyret
- Jean-Pierre Nicolas
- Pierre Orsini : triple vainqueur de Tour de Corse sur Renault Dauphine
- Jean Ortelli : vice-champion d'Europe sur A110 Groupe 5 (1972 - Sports Car)
- Jacques Panciatici : Challenge Renault 5 Alpine 1978
- Henri Pescarolo
- Jean-François Piot
- Didier Pironi : vainqueur des 24 Heures du Mans 1978 sur Renault Alpine A442B.
- Jean Ragnotti : champion de France 1980 des rallyes asphalte sur Renault 5 Alpine et Renault 5 Turbo (victoires aux Rallye Lyon-Charbonnières, Rallye de Lorraine et Rallye du Mont-Blanc)
- José Rosinski : journaliste sportif du magazine Auto-Moto sur TF1, pilote en endurance Alpine (1re victoire de la A108)
- Bruno Saby
- Johnny Servoz-Gavin
- Alain Serpaggi : champion d'Europe 1974 en Sport Proto 2 litres sur A441
- Jean-Luc Thérier : 24 Heures du Mans 1977, A310 Poisson Dieppois
- Bernard Decure : 24 Heures du Mans 1977, A310 Poisson Diepois
- Jackie Cauchy : 24 Heures du Mans 1977, A310 Poisson Dieppois
- Pauli Toivonen : 24 Heures du Mans 1966, sur Alpine A210
- Jean Todt
- Bernard Tramont : engagé pour Fasa-Renault et Alpine en championnat d'Espagne de 1966 à 1971, et champion d'Espagne des rallyes en 1967 et 1968 (2e et 3e éditions annuelles)
- Jean Vinatier
- Achim Warmbold, sur Alpine A310
- Bob Wollek, sur Alpine

### 24 Heures du Mans
- de 1963  à 1965 : Alpine M63 : 1re au classement à l'indice de rendement énergétique en 1964[47]
- de 1966 à 1969 : Alpine A210 : 1re au classement à l'indice de performance
- de 1968 à 1969 : Alpine A220
- de 1970 à 1973 : Alpine A440
- de 1974 à 1975 : Alpine A441
- de 1976 à 1978 : Renault Alpine A442 : 1re au classement général en 1978
- de 2013 à 2015 : Alpine A450
- 2016 : Alpine A460 : 1re en LMP2
- de 2017 à 2020 : Alpine A470 : 1re en LMP2 en 2018 et 2019
- de 2021 à 2022 : Alpine A480 : 3e au classement général en 2021
- 2023 : Alpine A470
- 2024 et 2025 : Alpine A424

### Rallye

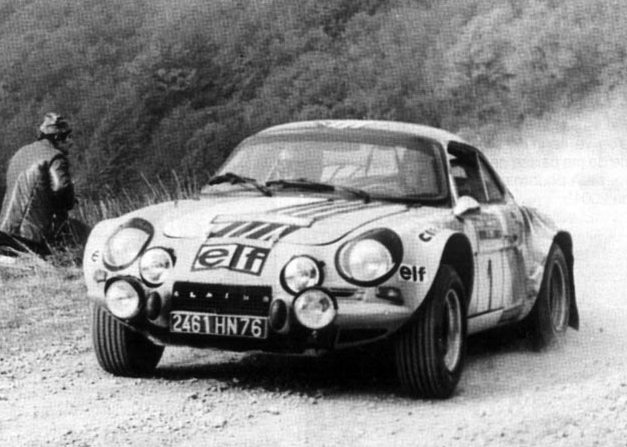
Jean-Luc Thérier sur l'Alpine-Renault A110 1800 au Rallye Sanremo 1973.

En 1973, Alpine remporte le premier titre de champion du monde des constructeurs en rallye avec sa berlinette A110 1800. Les quatre pilotes sont : Jean-Luc Thérier (dit « Le Fox », trois victoires), Bernard Darniche (dit « La luge » pour un détail capillaire, 1 + 1 déclassé), Jean-Claude Andruet (dit « La panique », 1) et Jean-Pierre Nicolas (dit « Jumbo », 1). Ils étaient surnommés par les Anglo-saxons « The Alpine Renault Musketeers » (bien qu'un cinquième « mousquetaire » existât en fait durant l'année, Jean-François Piot, second du Tour de Corse et sixième du Rallye Monte-Carlo sur A110 1800).
- 1 titre de Champion du monde constructeurs 1973.

#### Courses nationales
- 1953 : Alpine Coach A106 vainqueur de Liège-Rome-Liège, en catégorie 750 cm3 ;
- 1956 : Alpine Coach A106 vainqueur à la Coupe des Alpes, en catégorie 750 cm3 ;
- 1956 : Alpine Coach A106 vainqueur aux Mille Miglia, en catégorie 750 cm3 ;
- 1964 : Alpine berlinette A108 vainqueur au rallye Monte-Carlo, en catégorie 1 000 cm3 ;
- 1963, 1969, 1970, 1971, 1972, 1973, 1975, 1976 et 1977 : Alpine berlinette A108 (1), puis berlinette A110 (8) vainqueur du rallye d'Automne de La Rochelle ;
- 1965, 1966, 1967, 1968, 1969, 1972, 1974, 1976, 1977 et 1980 : Alpine berlinette A110 (7), puis A310 (1), puis Renault 5 Alpine (1) vainqueur du rallye du Mont-Blanc ;
- 1966, 1967, 1968, 1969, 1971, 1972, 1975 et 1977 : Alpine berlinette A110 (7) puis A310 (1) vainqueur du Critérium des Cévennes ;
- 1967, 1968, 1971, 1972, 1974, 1976 et 1977 : Alpine berlinette A110 (5) puis A310 (2) vainqueur du rallye du Var ;
- 1969, 1970, 1971, 1972, 1975, 1976 et 1977 : Alpine berlinette A110 (5), puis A310 (2) vainqueur du rallye de la Châtaigne ;
- 1966, 1968, 1969, 1970, 1971, 1972 et 1980 : Alpine berlinette A110 (6), puis Renault 5 Alpine (1), vainqueur du rallye Lyon-Charbonnières ;
- 1970, 1972, 1973, 1974 et 1975 : Alpine berlinette A110 (4), puis A310 (1), vainqueur de la Ronde Cévenole ;
- 1967 (GT), 1968, 1969 et 1971 : Alpine berlinette A110 1400 puis 1600S vainqueur de la Coupe des Alpes (Jean Vinatier y remportant la Coupe d'Or) ;
- 1968, 1970, 1972 et 1973 : Alpine berlinette A110 1440, puis A110 1600S (2), puis A110 1800 vainqueur du Tour de Corse (1970 et 1972 : intégré au championnat d'Europe et, en 1973, au championnat du monde) ;
- 1969, 1970 (Inter et National) et 1971 (National) : Alpine berlinette A110 vainqueur du rallye des Routes du Nord ;
- 1970, 1975 et 1977 : Alpine berlinette A110 (2) puis A310 (1) vainqueur du rallye Alpin-Behra (ou Rallye Grasse-Alpin, ou Critérium Alpin) ;
- 1972, 1975 et 1977 : Alpine berlinette A110 (2) puis A310 (1) vainqueur du Critérium Neige et Glace ;
- 1974, 1975 et 1977 : Alpine berlinette A110 (2) puis A310 (1) vainqueur de la Ronde de Touraine ;
- 1974, 1975 et 1980 : Alpine berlinette A110 (2), puis Renault 5 Alpine (1) vainqueur du rallye de Lorraine;
- 1974, 1975 et 1976 : Alpine A310 vainqueur de la Coupe des dames au Tour de France automobile (Marianne Hoepfner (1), puis Christine Dacremont (2)) ;
- 1975 et 1977 : Alpine berlinette A110 (1) puis A310 (1) vainqueur de la Ronde de la Giraglia ;
- 1971 et 1972 : Alpine berlinette A110 vainqueur du Cork 20 Rally (en) (ch. irl.) (Billy Coleman) ;
- 1973 et 1974 : Alpine berlinette A110 vainqueur du rallye du Vin (ch. suis.) (Matthias Schreir) ;
- 1966 : Alpine berlinette A110 vainqueur du rallye Barcelone-Andorre (ch. esp.) ;
- 1967 : Alpine berlinette A110 vainqueur du rallye de Ourense (ch. esp.) ;
- 1967 : Alpine berlinette A110 vainqueur du rallye de Rias Baixas (ch. esp.) ;
- 1968 : Alpine berlinette A110 vainqueur du rallye Príncipe de Asturias (ch. esp.) ;
- 1968, 1969 et 1971 : Alpine berlinette A110 vainqueur du rallye Vasco-Navarro (ch. esp.) ;
- 1969 : Alpine berlinette A110 vainqueur du rallye Firestone (ch. esp.) ;
- 1969 : Alpine berlinette A110 1440 vainqueur du rallye Andernach Saint-Amand-les-Eaux[49] ;
- 1971 : Alpine berlinette A110 vainqueur du rallye Bosch de Bilbao (ch. esp.) (Bernard Tramont) ;
- 1971 : Alpine berlinette A110 vainqueur du Marathon de la Route[49] ;
- 1971 : Alpine berlinette A110 vainqueur du rallye Jeanne d'Arc[49] ;
- 1972 : Alpine berlinette A110 vainqueur du rallye de l'Ouest[49] ;
- 1972 : Alpine berlinette A110 1600S Groupe 3 vainqueur du Tour de l'Hérault ;
- 1974 : Alpine berlinette A110 vainqueur du Critérium de la Côte d'Azur ;
- 1974 : Alpine berlinette A110 vainqueur du Critérium Bayonne-Côte basque ;
- 1976 : Alpine berlinette A110 vainqueur du rallye de Saint-Amand-les-Eaux ;
- 1976 : Alpine berlinette A110 vainqueur du 1er rallye Ain-Jura (fédéral) ;
- 1975 : Alpine A310 vainqueur de la Ronde Vercors-Vivarais ;
- 1975 : Alpine A310 vainqueur du rallye d'Antibes ;
- 1977 : Alpine A310 vainqueur de la Ronde d'Armor ;
- 1977 : Alpine A310 vainqueur du Critérium Jean-Behra ;
- 1977 : Alpine A310 vainqueur de la Ronde Limousine ;
- 1977 : Alpine A310 vainqueur de la Ronde du Vercors ;
- 1979 : Renault 5 Alpine vainqueur du Groupe 2 au Rallye Monte-Carlo ;
- 1979 : Renault 5 Alpine vainqueur du Groupe 2 au Rallye Bandama Côte d'Ivoire ;
- 1979 : Renault 5 Alpine vainqueur du Rallye Chemins de l'Inca (Pérou) (Jorge Raúl Recalde)[réf. nécessaire] ;
- 1979 : Renault 5 Alpine vainqueur du Taurus Rally ;
- 1979 : Renault 5 Alpine vainqueur du Tour de la Méditerranée ;
- 1980 : Renault 5 Alpine vainqueure des Rallyes Lyon-Charbonnières, de Lorraine, et du Mont-Blanc (ch. de France) (Jean Ragnotti) ;
- 1980 et 1981 : Renault 5 Alpine vainqueur du Yu Rally ;
- 1981 : Renault 5 Alpine vainqueur du rallye du Danube ;
- 1983 : Renault 5 Alpine vainqueur du Groupe 2 au rallye Les Garigues.

#### Victoires en courses de côte françaises (catégorielles)
D'après,.
- 1965 : Course de côte du Mont-Dore (Alpine berlinette A110 1re en catégorie moins de 1 300 cm3) (1re victoire de J.-P. Jabouille)
- 1969 : Course de côte de Neufchâtel-en-Bray (Alpine berlinette A110 1re en catégorie GT)
- 1969 : Course de côte de La Neuville-en-Hez (Alpine berlinette A110 1re en catégorie GT)
- 1969 : Course de côte de Belbeuf (Alpine berlinette A110 1re en catégorie GT)
- 1970 : Course de côte de Dieppe (Alpine berlinette A110 1re en catégorie GT)
- 1971 : Course de côte de Neufchâtel (Alpine berlinette A110 1re en catégorie GT Spéciale)
- 1971 : Course de côte de Tancarville (Alpine berlinette A110 1re en catégorie GT Spéciale)
- 1971 : Course de côte de Pouilly (Alpine berlinette A110 1re en catégorie GT Spéciale)
- 1972 : Course de côte de Neufchâtel (Alpine berlinette A110 1re en catégorie GT Spéciale)
- 1972 : Course de côte de Beauvais (Alpine berlinette A110 1re en catégorie GT Spéciale)
- 1972 : Course de côte de Charnizay (Alpine berlinette A110 1re en catégorie GT Spéciale)
- 1972 : Course de côte de Pouilly (Alpine berlinette A110 1re en catégorie GT Spéciale)
- 1972 : Course de côte de Tancarville (Alpine berlinette A110 1re en catégorie GT Spéciale)
- 1972 : Course de côte de Cacharat[51],[52],[53] (Alpine berlinette A110 1re en catégorie GT Spéciale)
- 1972 : Course de côte du Mont-Dore (Alpine berlinette A110 1re en catégorie GT Spéciale)
- 1972 : Course de côte du Col de l'Orme (Alpine berlinette A110 1re en Groupes 3 et 4)
- 1972 : Course de côte de Corcoué-sur-Logne (Alpine berlinette A110 1re en Groupe 3 et 4)
- 1972 : Course de côte de La Bouille (Alpine berlinette A110 1re en Groupes 3 et 4)
- 1972 : Course de côte de La Roquette (Alpine berlinette A110 1re en Groupe 4)
- 1972 : Course de côte de Limonest Mont Verdun (Alpine berlinette A110 1re en Groupes 3 et 4)
- 1972 : Course de côte de Montbazillac (Alpine berlinette A110 1re en Groupes 3 et 4)
- 1972 : Course de côte de Montgueux (Alpine berlinette A110 1re en Groupes 3 et 4)
- 1972 : Course de côte de Périgueux Coursac (Alpine berlinette A110 1re en Groupe 4)
- 1972 : Course de côte de Plumelieu (Alpine berlinette A110 1re en Groupes 3 et 4)[50]
- 1973 : Courses de côte en Groupe 3, treize victoires supplémentaires (Alpine berlinette A110 1600S)
- 1976 : Course de côte de Buisson-de-Cadouin (Alpine berlinette A110 1re en Groupe 4 (+ classe 1 et 2))
- 1976 : Course de côte du Col Bayard (Alpine A 441 1re en Groupe 6 (+ classe 3))
- 1976 : Course de côte de Crémieu (Alpine berlinette A110 1re en Groupe 3 (+ classe 3))
- 1976 : Course de côte de La Pommeraye (Alpine berlinette A110 1re en Groupe 4 (+ classe 3))
- 1976 : Course de côte du Mont Ventoux (Alpine A 441 1re en Groupe 6 (+ classe 3))
- 1976 : Course de côte de Montgueux (Alpine berlinette A110 1re en Groupe 5 (+ classe 3))
- 1976 : Course de côte de Nîmes Collias (Alpine berlinette A110 1re en Groupe5 (+ classe 3 et classe 1))
- 1976 : Course de côte de Saâcy-sur-Marne (Alpine berlinette A110 1re en Groupe 4 et Groupe 5 (+ classe 3))
- 1976 : Course de côte de Sainte-Anne (Alpine berlinette A110 1re en Groupe 3, Groupe 4 et Groupe 5 (+ classe 3 et classe 1))
- 1976 : Course de côte de Sancerre (Alpine berlinette A110 1re en Groupe 4 (+ classe 3, classe 2 et classe 1))
- 1976 : Course de côte de Sartène San-Damiano (Alpine berlinette A110 1re en Groupe 3, Groupe 4 et Groupe 5 (+ classe 3 et classe 1))
- 1976 : Course de côte de Saumur (Alpine berlinette A110 1re en Groupe 4 et Groupe 5 (+ classe 3 et classe 2))
- 1976 : Course de côte de Soissons (Alpine berlinette A110 1re en Groupe 4 (+ classe 3 et classe 1))[54]
- 1979 : Course de côte de Chanaz (Alpine A310) en Groupe 5 (+ classe 2)
- 1979 : Course de côte d'Espalion (Alpine berlinette A110 1re en Groupe 5)[55]

#### Victoires en endurance sur glace
- 1971, 1972 et 1973 : Alpine Berlinette A110 à la Ronde hivernale (futures 24 Heures de Chamonix) (J.-C. Andruet, 2 fois, puis B. Darniche)

#### Titres nationaux
- 1967 : Alpine A210 prototype championne de France des rallyes sur asphalte en classe 4/6 avec Jean-Luc Thérier ;
- 1967 : Alpine berlinette A110 1400 championne de France des rallyes sur asphalte en Groupe 3 Grand Tourisme avec Gérard Larrousse (vice-champion de France toutes catégories) ;
- 1967, 1968 et 1971 : Alpine berlinette A110 1300S championne d'Espagne des rallyes catégorie Grand Tourisme avec Bernard Tramont (2), puis Lucas Sainz ;
- 1968 et 1970 : Alpine berlinette A110 1400 puis A110 1600S championne de France des rallyes sur asphalte avec Jean-Claude Andruet ;
- 1968 : Alpine berlinette A110 1300 S championne de Belgique des rallyes nationaux avec J.-M. Jacquemin ;
- 1969 : Alpine berlinette A110 1400 championne de France des rallyes sur asphalte avec Jean Vinatier ;
- 1970 : Alpine berlinette A110 1300 championne de France de course de côte en Groupes 3 et 4 avec Jean Ortelli ;
- 1970 et 1971 : Alpine berlinette A110 1300 championne de Bulgarie avec Ilia Tchubrikov ;
- 1970 : Alpine berlinette A110 1300 championne de Roumanie avec Aurel Puiu ;
- 1971 : Alpine berlinette A110 1600S championne de France des rallyes sur asphalte avec Jean-Pierre Nicolas ;
- 1972 : Alpine berlinette A110 1800 championne de France des rallyes sur asphalte avec Bernard Darniche ;
- 1972, 1973, 1974, 1975 et 1976 : Alpine berlinette A110 championne de Tchécoslovaquie avec Vladimír Hubáček ;
- 1973 : Alpine berlinette A110 1800 championne de France des rallyes sur asphalte avec Jean-Luc Thérier ;
- 1974 : Alpine berlinette A110 1800 championne de Suisse des rallyes avec Matthias Schreir ;
- 1974 : Alpine berlinette A110 1800 championne de Pologne des rallyes avec Błażej Krupa ;
- 1974 et 1975 : Alpine berlinette A110 1800 championne de France des rallyes sur asphalte avec Jacques Henry (et Groupe 4/5) ;
- 1975 : Alpine berlinette A110 1800 championne de Hongrie des rallyes avec Attila Ferjancz ;
- 1977 et 1978 : Alpine berlinette A110 1600S championne de Belgique des voitures de tourisme 1,6 L avec Albert Vanierschot ;
- 1977 : Alpine A310 V6 championne de France des rallyes sur asphalte avec Guy Fréquelin ;
- 1977 : Alpine A310 V6 championne de France de rallycross avec Jean Ragnotti[56] ;
- 1977 à 1981 : Coupe Renault 5 Alpine Elf (sans turbo) - vainqueurs :
  - 1977 : André Bourdon ;
  - 1978 : Jean-Pierre Lajournade ;
  - 1979 : Eric Houdelekt ;
  - 1980 : Denis Derepas ;
  - 1981 : Francis Canal ;
- 1982 à 1984 : Coupe Renault Elf (seule), courue désormais sur Renault 5 Alpine Turbo « Coupe » - vainqueurs :
  - 1982 Manuel Carvalho ;
  - 1983 Jean-Michel Bernes ;
  - 1984 Jean-Claude Dutrey (puis règne des R5 GT Turbo, de 1985 à 1990) ;
- 1978 : Alpine berlinette A110 Squale 1600 championne de France de rallycross (quinze succès ; vice-championne en 1977) avec Bruno Saby ;
- 1979 : Alpine A310 V6 Politechnic championne de France de rallycross avec Jean-Pierre Beltoise[56] et 1985 : Renault 5 Alpine championne de Pologne des rallyes, avec Błażej Krupa (1979) et Andrzej Koper (1982, 1984 et 1985)[57] ;
- 1980 : Renault 5 Alpine et Renault 5 Turbo championne de France 1980 des rallyes sur asphalte avec Jean Ragnotti ;
- 1981 : Renault 5 Alpine championne de France des rallyes sur terre avec Alain Coppier ;
- 1995 : Alpine berlinette A110 1440 championne de France Historic avec Jean-Charles Rédélé ;

Championnat de France Auto cross et Sprintcar :
Division 2 : Alpine A310 en 1989 (Christian Pressac)
Division 2 2 000 cm3 et Challenge AFAC : Alpine A110 de 1991 à 1996 puis 1998 (Régis Lagarde), 1999 (Noam Lagarde) et 2003 (Romuald Delaunay) ;
Division 2 2 000 cm3 et Challenge AFAC : Alpine A310 en 2000 (Thierry Cadeddu), et 2001 puis 2002 (Gaëtan Sérazin).

##### Compétitions internationales
- 1968, 1969, 1972 et 1973 : Alpine berlinette A110 vainqueur du rallye des Asturies, en championnat d'Espagne et d'Europe (par Bernard Tramont en 1968 et 1969) ;
- 1970 : Alpine berlinette A110 1600S championne d'Europe (avec Jean-Claude Andruet) ; vainqueur de cinq rallyes : rallye Lyon-Charbonnières-Stuttgart–Solitude, rallye de Lorraine, rallye international de Genève, rallye de Pologne, Rallye Munich-Vienne-Budapest ; Alpine finit également vice-championne internationale des marques (laissant le titre à Porsche pour deux points de retard[58], et vainqueur en Italie et à l'Acropole) ;
  - 1971 : Rallye Monte-Carlo, triplé des Alpine Berlinettes 1600S : 1er Ove Anderson, 2e Jean-Luc Therier, 3e Jean-Claude Andruet ;
- 1971 : Alpine berlinette A110 1600S vainqueur du rallye du Portugal, en championnat d'Europe avec Jean-Pierre Nicolas ;
- 1971 : Alpine berlinette A110 1600S championne internationale des marques (avec Ove Andersson); vainqueur de trois rallyes : Monte-Carlo, Grèce, et Sanremo ;
- 1971 : Alpine berlinette A110 1600 vainqueur du Rally Zlatni Piassatzi (2e Rallye de Bulgarie), en championnat d'Europe avec Ilia Tchoubrikov ;
- 1972, 1973 et 1975 : Alpine berlinette A110 1600 vainqueur du Barum Rally Zlin (Rallye de Tchécoslovaquie), en championnat d'Europe avec Vladimír Hubáček ;
- 1972 : Alpine berlinette A110 1800 vainqueur du rallye Lyon-Charbonnières-Stuttgart-Solitude, en championnat d'Europe avec Jean-Claude Andruet ;
- 1972 : Alpine berlinette A110 1800 vice-championne d'Europe de courses de côte, avec Jean Ortelli ;
- 1973 : Alpine-Renault berlinette A110 1800 championne du monde des constructeurs ; vainqueur de six rallyes : Monte-Carlo, Portugal, Maroc, Grèce, Sanremo, et Tour de Corse ;
- 1973 : Alpine berlinette A110 1600S vainqueur du rallye Féminin Paris-San Raphael (10e ; 20-27 mai) avec Marianne Hoepfner[59] ;
- 1974 : Alpine-Renault A110 S 1800 vainqueur du Rallye de San Martino di Castrozza (Italie), en championnat d'Europe avec Bernard Darniche ;
- 1975 : Alpine-Renault berlinette A110 1800 vainqueur à cinq reprises dans le championnat d'Europe : Critérium alpin (J.-P. Nicolas et Laverne), Rallye d'Antibes (J.-P. Nicolas et Laverne), Ronde de la Giraglia (Henry et Gélin), Rallye de Touraine (Henry et Gélin), et Hessen (Warmbold et Davenport) ;
- 1977 : Alpine-Renault berlinette A110 1800 groupe IV championne d'Europe FIA de Rallycross (1re en Belgique, en Allemagne, et aux Pays-Bas).

#### Détails pour 1973
- Monte-Carlo - 19-27 janvier - Triplé

1. Andruet-Biche sur Alpine-Renault A110 1800
2. Andersson-Todt sur Alpine-Renault A110 1800
3. Nicolas-Vial sur Alpine-Renault A110 1800

- Suède - 15-18 février - 3e place

1. Blomqvist-Hertz sur Saab V4
2. Eklund-Carlson sur Saab V4
3. Thérier-Callewaert sur Alpine-Renault A110 1800

- TAP (Portugal) - 13-18 mars - Doublé

1. Thérier-Jaubert sur Alpine-Renault A110 1800
2. Nicolas-Vial sur Alpine-Renault A110 1800
3. Ramaozinho-Bernado sur Citroën DS 23

- Maroc - 9-12 mai - Victoire

1. Darniche-Mahé sur Alpine-Renault A110 1800
2. Neyret-Terramorsi sur Citroën DS 23
3. Bohnicek-Kernmayer sur Citroën DS 23

- Acropolis - 23-28 mai - 1er et 3e

1. Thérier-Delferrier sur Alpine-Renault A110 1800
2. Aaltonen-Turvey sur Fiat 124 Spider
3. Nicolas-Vial sur Alpine-Renault A110 1800

- Rallye Autrichien des Alpes - 12-16 septembre - Victoire, mais déclassement après réclamations

1. Achim Warmbold - Jean Todt sur BMW 2002 TII - 20 points
2. Bernard Darniche - Alain Mahé sur Alpine-Renault A110 1800 - 15 points
3. Per Eklund - Bo Reinicke sur Saab 96 - 12 points

- Sanremo - 10-13 octobre - 1er et 3e

1. Thérier-Jaubert sur Alpine-Renault A110 1800
2. Verini-Torriani sur Fiat 124 Spider
3. Nicolas-Vial sur Alpine-Renault A110 1800

- Tour de Corse - 1-2 décembre - Triplé

1. Nicolas-Vial sur Alpine-Renault A110 1800
2. Piot-de Alexandris sur Alpine-Renault A110 1800
3. Thérier-Callewaert sur Alpine-Renault A110 1800

- Classement officiel des marques du championnat du monde des rallyes 1973 :

1. Alpine-Renault - six victoires ;
2. Fiat - une victoire ;
3. Ford - deux victoires.

### Endurance

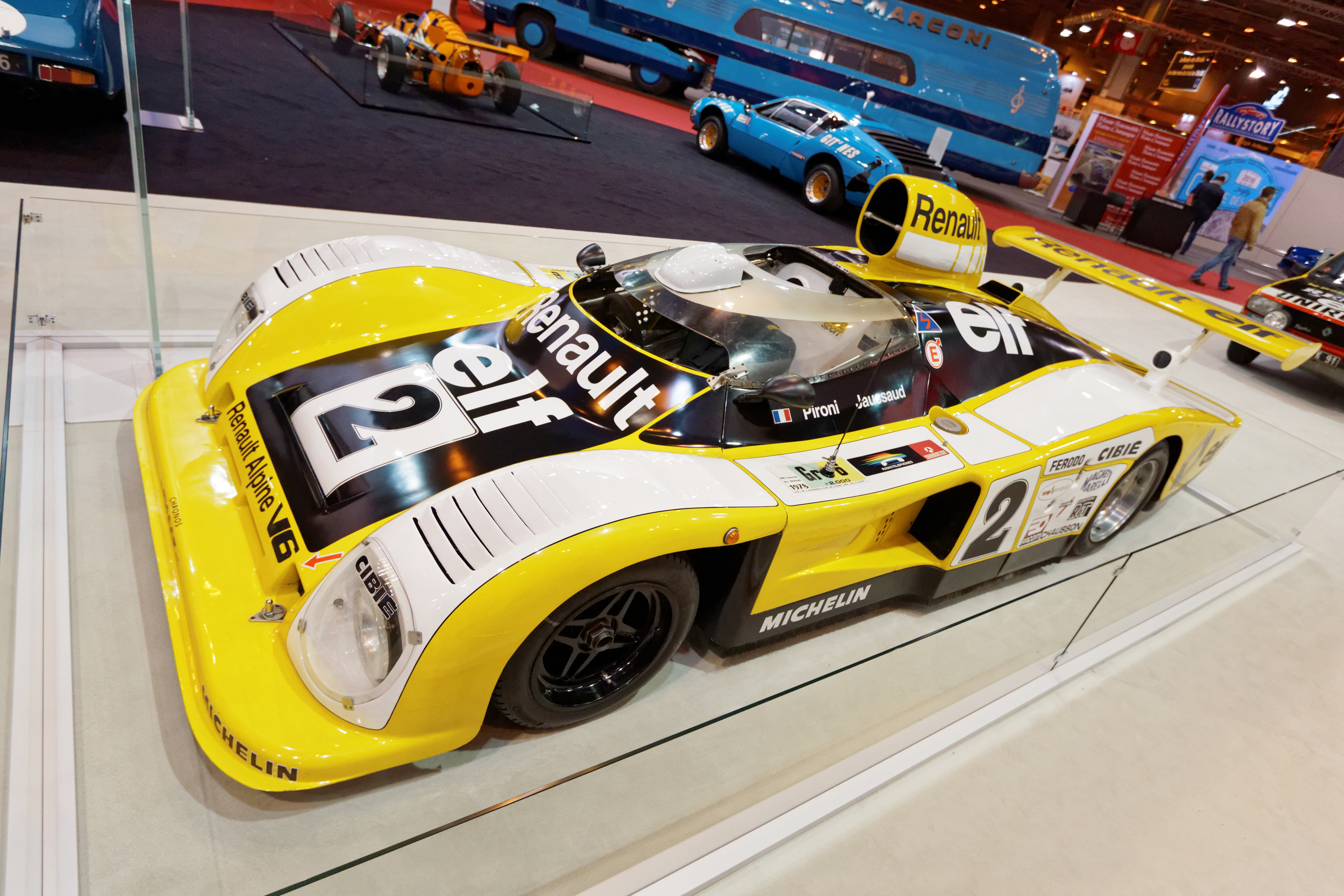
L’Alpine Renault A442B victorieuse au Mans en 1978, présentée à la Cité de l'Automobile.

Le Trophée Alpine-Le Mans remplace en 1968 le Trophée Chinetti pour récompenser de jeunes pilotes français. Bob Wollek et Christian Ethuin en sont les premiers lauréats, succédant à J. Mieusset (futur double champion d'Europe et quintuple champion de France des courses de côte) et Jean-Luc Thérier en 1967.
- Jean-Claude Galtier et Maurice Michy sur Alpine A106 Mille Miles remportent la course du même nom (Mille Miglia) en 1956, dans la catégorie 750 cm3 ;
- Henri Grandsire l'emporte sur le circuit de Charade de Clermont-Ferrand avec l'Alpine M63 en 1963 ;
- José Rosinski et Lucky Cassner vainqueur sur Alpine M63 en classe 1 300 cm3 aux 500 km du Nürburgring en 1963 ;
- José Rosinski vainqueur sur Alpine M63 en classe 1 300 cm3 aux 12 Heures de Reims en 1963 ;
- Roger de Lageneste et Henri Morrogh vainqueurs sur Alpine M64 en classe 1 300 cm3 aux 12 Heures de Reims en 1964 (2e Rosinski et Grandsire, 3e Vinatier et Bianchi) (De Lageneste également vainqueur en classe 1 300 cm3 de la course de côte de Cesana-Sestrieres la même année sur M64) ;
- Henri Grandsire et Mauro Bianchi vainqueurs sur prototype Alpine A210 aux 12 Heures de Reims en 1966 (général et 1 300 cm3) ;
- Mauro Bianchi et son frère Lucien Bianchi vainqueurs sur prototype Alpine A210 aux 500 km du Nürburgring en 1966 ;
- Mauro Bianchi et Jean Vinatier vainqueurs sur prototype Alpine A210 aux 24 Heures du Mans 1967, en catégorie 1 300 à 1 600 cm3 ;
- En 1968 l'Alpine A210 termine première à l'indice énergétique des 24 Heures du Mans 1968 avec Jean-Luc Thérier et Bernard Tramont[49] ;
- Christian Ethuin et Alain Serpaggi vainqueurs à l'indice de performance des 24 Heures du Mans 1969
- Gérard Larrousse et Jean-Pierre Jabouille vainqueurs sur Alpine A441 aux 1 000 km du Mugello en 1975 (Alpine 3e au championnat mondial des constructeurs, de même l'année suivante sans victoire) ;
- Didier Pironi et Jean-Pierre Jaussaud remportent les 24 Heures du Mans 1978 sur Renault Alpine A442B.

- Pierre Ragues et Nelson Panciatici remportent les 3 Heures de Budapest (4e manche de l'European Le Mans Series 2013) ainsi que l'European Le Mans Series 2013 (titres pilotes et écurie).
- En 2014, Alpine s'adjuge les titres pilotes et équipe en LMP2 en ELMS avec Nelson Panciatici, Paul-Loup Chatin et Oliver Webb.
- En 2016 et 2019, Alpine décroche des titres en championnat du monde d'endurance FIA (WEC) avec le Trophée Endurance FIA des équipes LMP2. Les pilotes sont alors Nicolas Lapierre, Gustavo Menezes et Stéphane Richelmi (2016) puis Nicolas Lapierre, André Negrão et Pierre Thiriet (saison 2018-2019).

### Championnats

#### Championnat d'Europe des marques automobiles Sport Prototypes 2-litres
- Course de Croix-en-Ternois sur prototype Alpine A440 en 1973 (Jean-Pierre Jabouille - en épreuve préliminaire nationale, sept jours avant le 1er début européen)
- Course du Castellet sur prototype Alpine A441 en 1974 (Alain Cudini - écurie Elf Switzerland-Archambeau de Gérard Larrousse)
- Course de Charade sur prototype Alpine A441 en 1974 (Larrousse - propre écurie)
- Course de Misano sur prototype Alpine A441 en 1974 (Jabouille - écurie Elf-Renault Sport)
- Course de Enna sur prototype Alpine A441 en 1974 (Larrousse)
- Course d'Hockenheim sur prototype Alpine A441 en 1974 (Alain Serpaggi - écurie Elf-Renault Sport)
- Course du Mugello sur prototype Alpine A441 à deux reprises à un mois d'écart en 1974 (Larrousse)
- Course de Jarama sur prototype Alpine A441 en 1974 (Jabouille)

Au total pour 1974, Alpine-Renault remporte le total des sept épreuves prévues au calendrier européen, finit logiquement championne d'Europe des marques, et Alain Serpaggi est champion d'Europe des conducteurs (2e Larrousse, 3e Jabouille, 4e Ragnotti, 5e Lepp)
- Épreuves nationales, catégorie 2-litres en 1974 également : victoires du prototype Alpine A441 à Nogaro (Jabouille et Larrousse), Magny-Cours (Larrousse) et Montlhéry (Cudini)
- Course de Mugello sur prototype Alpine A441T en championnat des marques automobiles Sport Prototypes 3-litres, 1975 (Jabouille et Larrousse)

#### Championnat d'Europe de Formule 2
- 1973 François Cevert remporte le Grand Prix de Pau sur Alpine-Renault F2
- 1976 Jean-Pierre Jabouille : champion d'Europe et de France, sur Elf Renault-Alpine (équipe Elf Switzerland), vainqueur de trois Grands Prix :
  - Vallelunga (Italie)
  - Mugello (Italie)
  - Hockenheim (Allemagne)
- 1976 Salzburgring (Autriche) : GP remporté par son coéquipier Michel Leclère (4e au championnat)

#### Championnat d'Europe par équipe de Formule 3
- 1972 Michel Leclère et Alain Serpaggi sur Alpine-Renault A364

#### Championnat d'Europe de rallycross
- 1977 Herbert Grünsteidl (Autriche) sur Alpine-Renault A310 V6

#### Championnat de France de Formule 3
- 1964 Henri Grandsire sur Alpine-Renault A270 (P64-3)
- 1971 Patrick Depailler sur Alpine-Renault A360
- 1972 Michel Leclère sur Alpine-Renault A364

#### Championnat d'Allemagne de Formule 3
- 1974 GP du Nürburgring, remporté par Dieter Kern le 18 mai sur Alpine-Ford A364 (Team Europa Möbel) (3e du championnat)

#### Championnat de France de Formule Renault
- 1971 Michel Leclère sur Alpine-Renault A361

### Formule 1
En 2020, Renault annonce l'arrivée d'Alpine en Formule 1 en lieu et place de l'équipe Renault. La première Formule 1 d'Alpine est présentée officiellement le 2 février 2021. Le double champion du monde (avec Renault) Fernando Alonso et le français Esteban Ocon sont les pilotes.
Le président d'Alpine F1 Team est Laurent Rossi depuis 2020.
Le 1er août 2021, l’écurie Alpine remporte le Grand Prix de Hongrie, le premier Grand Prix sous sa nouvelle appellation, grâce à Esteban Ocon.
Le 21 novembre de la même année, Fernando Alonso monte à son tour sur le podium (ce qu'il n'avait pas fait depuis 2014 en F1), prenant la troisième place au Grand Prix du Qatar.

## Titres
- 1970 : champion d'Europe des conducteurs avec Jean-Claude Andruet sur berlinette A110 1600
- 1970 : 2e de la Coupe internationale des marques avec la berlinette A110 1600
- 1971 : Coupe internationale des marques avec la berlinette A110 1600
- 1972 : champion d'Europe par équipe de Formule 3 avec Michel Leclère et Alain Serpaggi sur Alpine-Renault A364
- 1973 : champion du monde des constructeurs en rallye avec la berlinette A110 1800
- 1974 : champion d'Europe des marques automobiles Sport Prototypes 2-litres avec la barquette A440 (vainqueur des sept épreuves) (Alain Serpaggi champion d'Europe individuel)
- 1975 : 3e du championnat du monde des rallyes constructeurs avec la berlinette A110 1800
- 1975 et 1976 : 3e du championnat du monde des voitures de sport avec l'Alpine A441
- 1976 : champion d'Europe avec Jean-Pierre Jabouille sur Elf Renault-Alpine
- 1978 : victoire aux 24 Heures du Mans avec Didier Pironi et Jean-Pierre Jaussaud sur Renault Alpine A442B
- 2013 : champion European Le Mans Series avec Pierre Ragues et Nelson Panciatici sur Signatech-Alpine A450